# تئاتر
تئاتر یا نمایش (به انگلیسی: Theatre) (به فرانسوی: Théâtre) یکی از شاخه‌های هنرهای نمایشی است که داستان یا موقعیتی را در برابر تماشاگران اجرا می کند. تئاتر بر اساس زبان، فضای اجرایی و کاربرد، انواع مختلفی دارد؛ مانند اپرا، باله، کابوکی، موزیکال، خیمه‌شب‌بازی، پانتومیم، تئاترخیابانی و تئاترشورایی، تئاتر مستند و پسیکودراما.
مهد تمدن و پیدایش نمایش یا تئاتر در یونان بوده و بعد از آن روم ایتالیا و در نهایت در سراسر دنیا انتقال پیدا کرد.
تئاتر پیش‌تر به‌معنای مکان اجرا بود، نه خود نمایش. این کار توسط یک یا چند بازیگر در یک محیط باز به نام «سن» انجام می‌گیرد و توسط کارگردان هدایت می‌شود. در شهر لاهیجان تاتر بسیار زیبا و موزیکال بنام جادوی بی جنبل ساخته شد به کارگردانی عباس هوشمند و با نقش آفرینی دانیال محمودی امیر علی آفاقی نویان فیاض ابولفضل فلاح و... یکی از بهترین بازیگران تاتر شهر لاهیجان دانیال محمودی هست که در اتن تاتر نقش داشته.

## نام

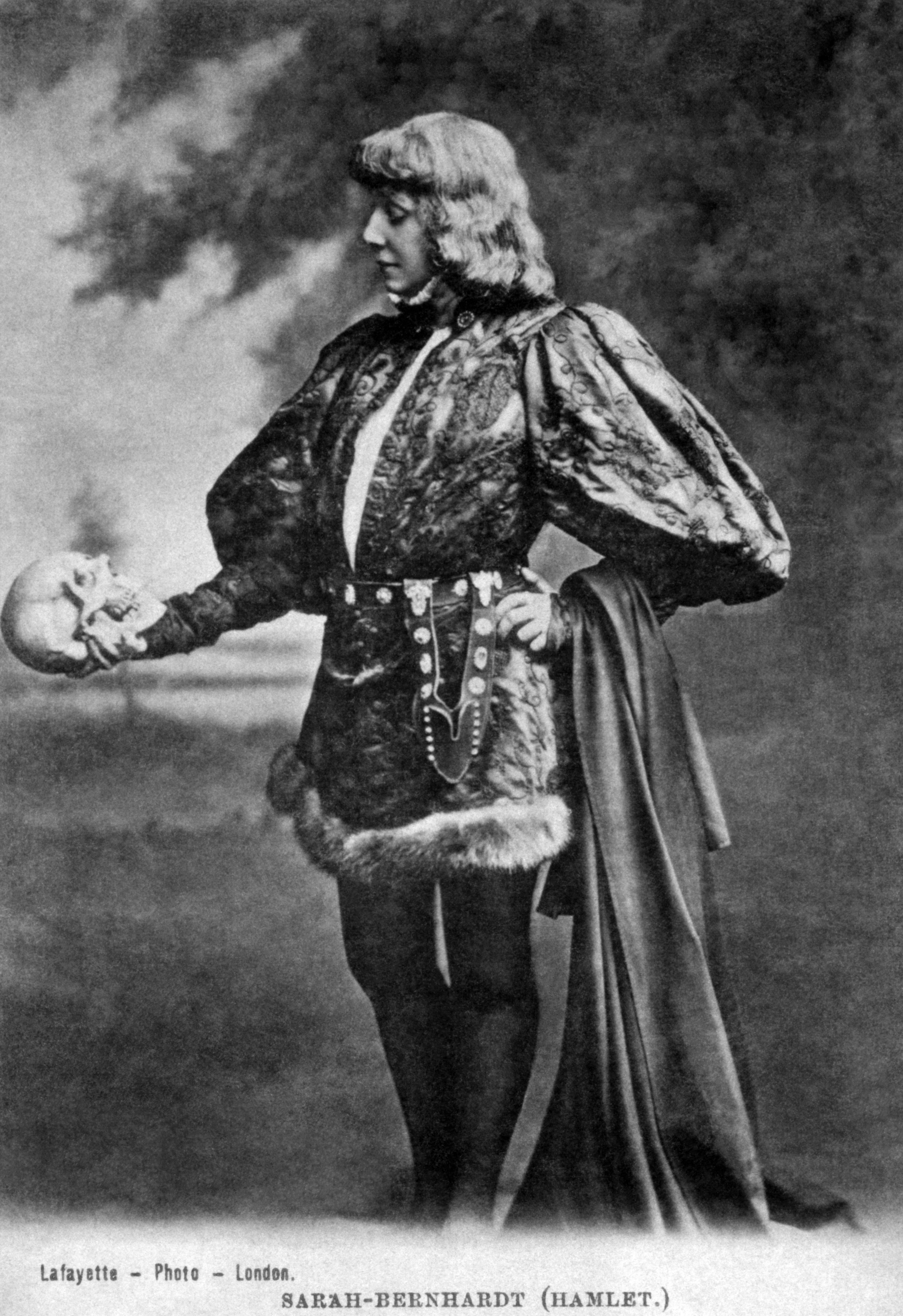
سارا برنارد در نقش هملت، در سال ۱۸۹۹ میلادی

تئاتر یا نمایش (به یونانی: θέατρον) واژه‌ای است به زبان یونانی باستان که در لغت به معنای «چیزی است که به آن نگاه می‌کنند». در فارسی به تئاتر «نمایش» یا «تماشا» می‌گویند. تاریخچه‌ی تئاتر مربوط به یونان باستان و روم در قبل از میلاد مسیح می‌باشد.

## برخی زیرشاخه‌ها

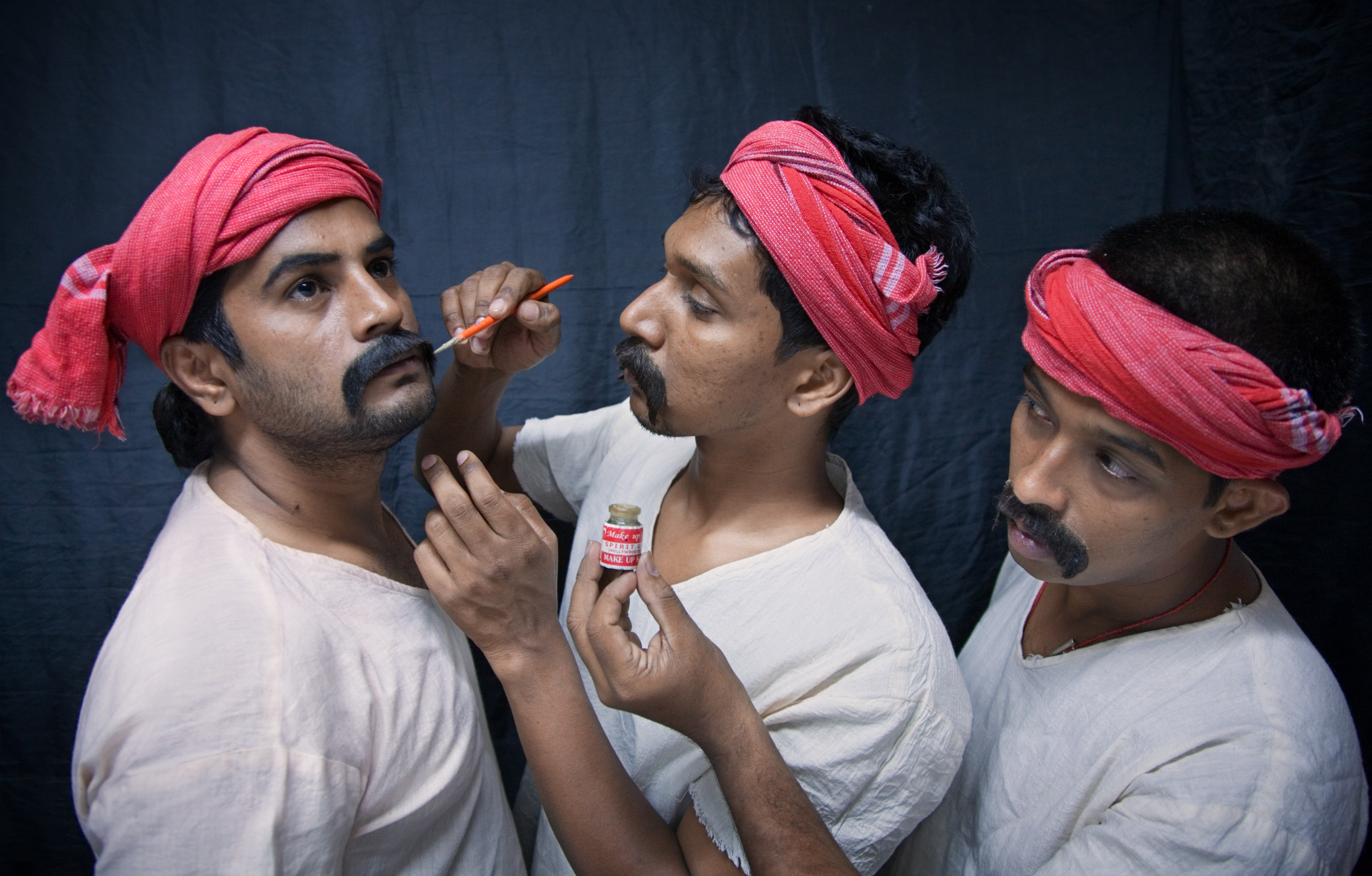
بازیگران تئاتر در لباس مردم تامیل، درحال آماده‌سازی خود برای اجرای تئاتر در چنای، هند.

- تئاتر خیابانی
- پانتومیم (بی‌کلام)
- نمایش روحوضی
- نقالی
- نمایش عروسکی
- تئاتر سن

#### تئاتر خیابانی
نمایشی که در فضای باز و در میان عموم مردم اجرا می‌شود.

#### پانتومیم(بی‌کلام)
نمایشی است که معمولاً توسط یک بازیگر انجام می‌گیرد و در آن برای بیان داستان از هیچ کلامی استفاده نمی‌شود.

#### نمایش روحوضی
به نمایشی گفته می‌شود که بازیگران روی یک حوض که با الوار پوشانده شده و رویش را فرش کرده‌اند، داستان نمایش را اجرا می‌کنند. این نوع نمایش در زمان‌های قدیم انجام می‌شد.

#### پرده خوانی
به نمایشی گفته می‌شود که در آن تصاویری بر روی پرده نقاشی شده‌است و یک راوی طبق این پرده به نقل کردن نمایش می‌پردازد. این نوع نمایش بیشتر در زمان‌های قدیم استفاده می‌شد و به نمایش قهوه‌خانه‌ای معروف است.

#### نمایش عروسکی
نمایش عروسکی به نمایشی گفته می‌شود که در آن از عروسک استفاده می‌شود و بازیگران صحنه، عروسک‌ها می‌باشند و به افرادی که این عروسک‌ها را به حرکت درمی‌آورند، «عروسک گردان» گفته می‌شود، این نمایش هم دارای کارگردان است.
تئاتر مستند:
گونه ای از درام است که با استفاده از داستان ها و وقایع حقیقی و دراماتیزه کردن آن، جریانی از واقعیت و درام را برای مخاطب به نمایش می گذارد. بازیگران این نمایش می توانند افراد حقیقی وقایع باشند یا بازیگرانی که در نقش افراد واقعی ظاهر می شوند. این گونه از تئاتر برای اولین بار در انگلستان اتفاق افتاد و به ورباتیم مشهور است. در این رابطه می توانید کتاب ورباتیم نوشته ویل هاموند، دن استوارد را بخوانید.

#### تئاتر صحنه
به نمایشی که بر روی سن و به‌ صورت زنده اجرا می‌شود، تئاتر صحنه می‌گویند.

## پیشینه

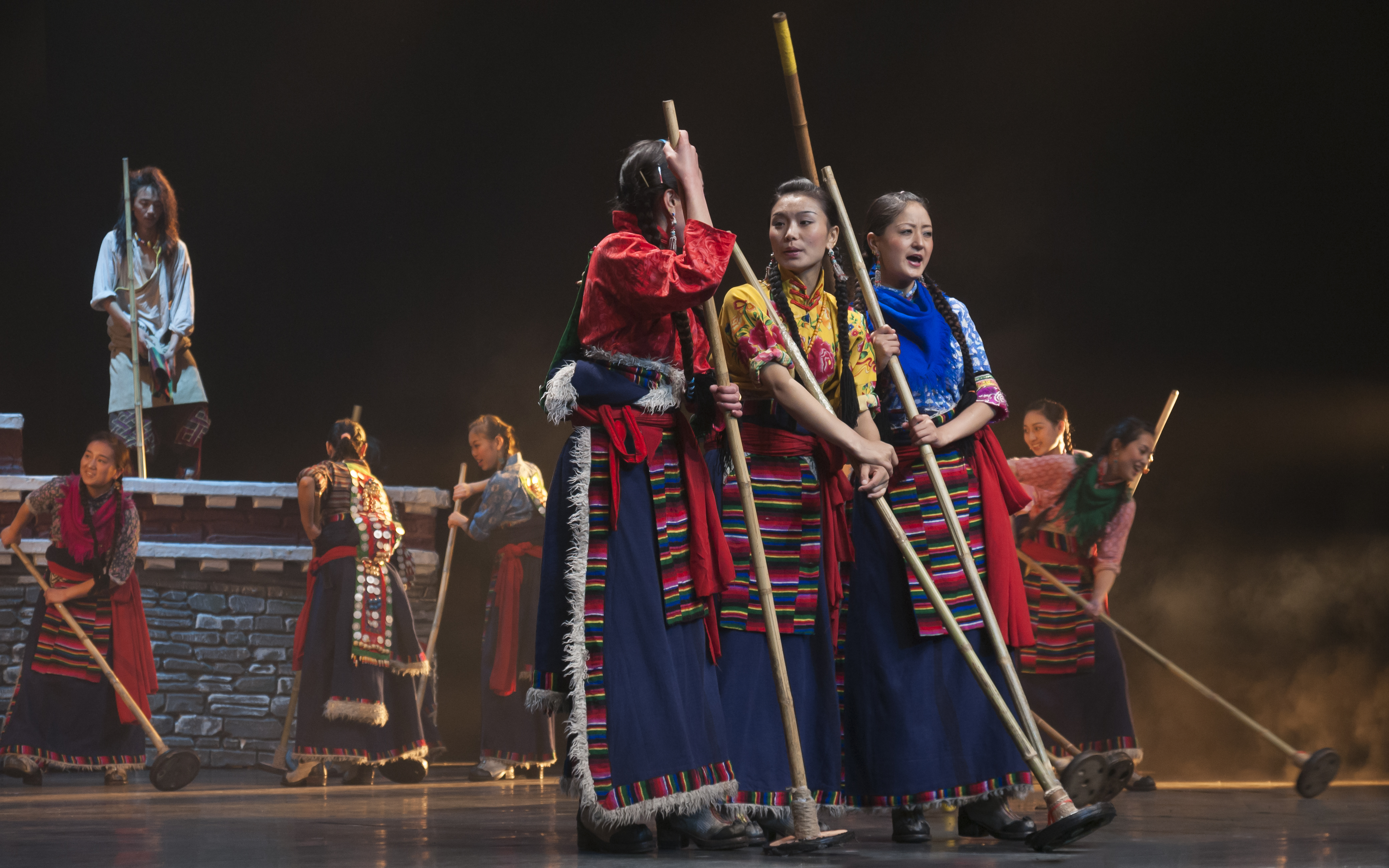
بازیگران چینی تئاتر در لباس محلی مردم تبت، در حال اجرای تئاتری در جشنوارهٔ دره جیوژایگو چین.

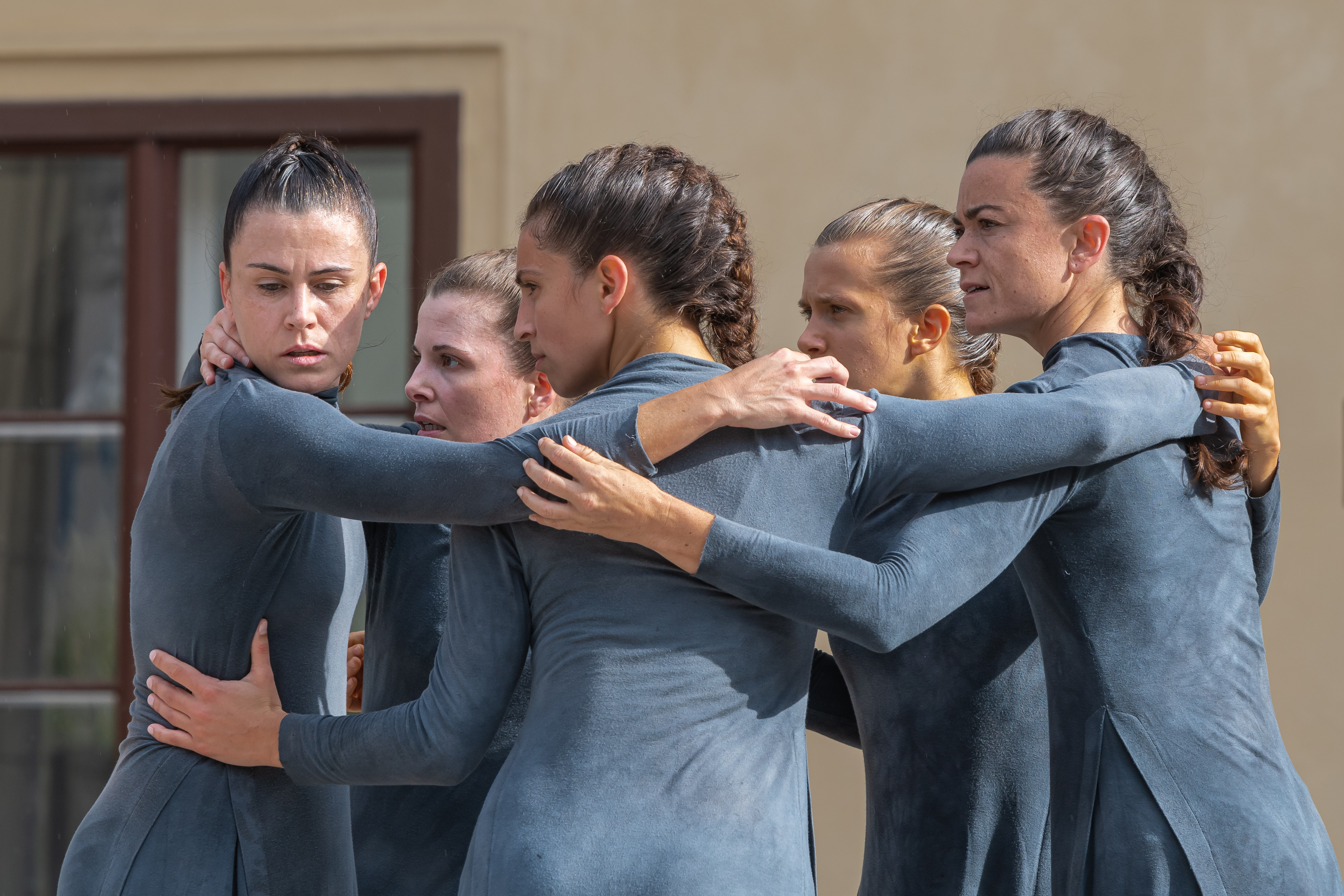
نگاره‌ای از پنج بازیگر تئاتر در لباس و ظاهری متحدالشکل، در حین اجرای یک نمایش خیابانی در گراتس، اتریش.

تئاتر یکی از هنرهای هفتگانه است. کسانی که دربارهٔ به وجود آمدن تئاتر جستجو کرده‌اند، می‌گویند سرچشمه آن از آیین‌هاست. آیین به مراسم مذهبی و اجتماعی می‌گویند. مثل مراسم عروسی در ایران و مراسم رقص‌های مخصوص در کشورهای دیگر. انسان همیشه دوست داشته‌است به اتفاقاتی که خارج از اراده و میل اوست، تسلط داشته باشد و این ویژگی اصلی تئاتر است.
تئاتر در مقایسه با هنرهای دیگر امکانات زیادی دارد برای این‌که از هنرهای دیگر مثل نقاشی، ادبیات، معماری، موسیقی و … در آن استفاده می‌شود. کلمه تئاتر (theater) در اصل از کلمه تآترون (theater on) است که قسمت اول آن تیه (thea) تماشاگران یا محل تماشا است.
عموم محققان منشاء تئاتر را دیتیرامبهای یونانی و آوازهای آیینی ساتیرها در پرستش دیونیزوس می‌دانند. در زمان‌های قدیم تماشاگران در سرازیری تپه‌ها می‌نشستند و مراسم مذهبی را که با آداب و تشریفات مخصوص در پایین همان تپه یا کناره معبد که محل عبادت بوده، تماشا می‌کردند. موسیقی، رقص، گفتار، صورتک، لباس، اجراکنندگان، تماشاگر و صحنه در اجرای آیین آرایش توسط رنگ، خاکستر یا جوهر که سطح بدن را می‌پوشاند، برای کامل کردن صورتک و لباس به کار می‌رود؛ آن‌طور که گریم در تئاتر این کار را انجام می‌دهد.
بازیگران آیین باید بسیار ماهر و باانضباط باشند؛ مثل بازیگران تئاتر برای اجرای آیین یکی پیشکسوتان یا سالمندان آشنا به آیین تمرین سختی را برای ادارهٔ اجرای خوب آیین به کار می‌گیرد که کاملاً با کارگردانی تئاتر قابل مقایسه است. با این‌که سرچشمه آیینی امروز پذیرفته‌ترین نظریه دربارهٔ به وجود آمدن تئاتر است اما جستجوگرانی هم اعتقاد دارند سرچشمه تئاتر داستان‌سرایی است. آن‌ها می‌گویند که گوش کردن و رابطه برقرار کردن با قصه‌ها جزو بزرگ‌ترین خصوصیات انسان است.
برخی می‌گویند تئاتر از رقص و حرکات ضربی و ژیمناستیک یا تقلید حرکات و صدای حیوانات آغاز شده‌است. اما نه خصوصیت داستان‌سرایی انسان و نه علاقهٔ او به تقلید، هیچ‌کدام نمی‌تواند او را به سوی آفریدن هنر تئاتر راهنمایی کرده باشد؛ چرا که اسطوره‌ها و داستان‌ها هم در اطراف آیین‌ها به وجود آمده‌اند و تقلید از حیواناتی که اندیشه و عقل ندارند هم نمی‌توانسته سرچشمه تئاتر باشد؛ چرا که آیین‌ها از اندیشه و اعتقادات و میزان شناخت انسان شکل گرفته‌اند.
خاستگاه‌های تئاتر، عناصر تئاتری و دراماتیک را در هر جامعهٔ انسانی می‌توان سراغ کرد؛ صرف نظر از آن‌که این جوامع پیشرفته و پیچیده باشند یا نباشند. این عناصر در رقص‌ها و مراسم مردم ابتدایی همان‌قدر بارزند که در مبارزات سیاسی، راهپیماییها، مسابقات ورزشی، مراسم مذهبی و حتی در بازی‌های کودکان ما پیداست. غالب شرکت‌کنندگان در این‌گونه فعالیت‌ها خود گمان نمی‌کنند در فعالیتی تئاتری حضور دارند، با آن‌که در آن‌ها تماشاگر، دیالوگ و برخورد عقاید به کار گرفته می‌شود. باید متذکر شد که میان تئاتر به عنوان یک شکل هنری و بهره‌برداری ضمنی از عناصر تئاتری در فعالیت‌های دیگر معمولاً تمایزی قایل می‌شوند.
علاقه به درک خاستگاه تئاتر از اواخر سدهٔ نوزدهم سرعتی تصاعدی گرفت؛ زیرا در آن زمان مردم شناسان اشتیاق زیادی به یافتن پاسخ مسئله از خود نشان می‌دادند. از آن هنگام تا به امروز، نظر مردم‌شناسی حداقل سه مرحله را پشت سر نهاده‌است. در مرحلهٔ اول که از ۱۸۷۵ تا ۱۹۱۵ به طول انجامید، مردم‌شناسان به رهبری سر جیمز فریزر ادعا کردند که همهٔ فرهنگ‌ها از یک الگوی تکاملی پیروی می‌کنند. در نتیجه جوامع ابتدایی موجود در عصر حاضر، می‌توانند منابع مستندی دربارهٔ تئاتر هزاران سال پیش در دسترس ما بگذارند.
مرحلهٔ دوم پیشرفت مردم‌شناسی از سال ۱۹۱۵ آغاز می‌شود و مکتب دیگری به رهبری برانیسلاو مالینوفسکی، روش استقرایی مکتب فریزر را رد می‌کند و به جای آن رهیافتی استنتاجی را پیشنهاد می‌کند. مکتب جدید مطالعهٔ خود را در محل مورد بررسی و در عمق آن آغاز کرده و سؤال را اساساً به گونهٔ دیگری طرح می‌کند: کارکرد روزانهٔ جوامع معین چگونه است؟ این مکتب را غالباً مکتب «کارکرد گرایی» می‌نامند. بعد از جنگ جهانی دوم مرحلهٔ سومی هم توسط مردم‌شناسان بنا نهاده شده که مکتب «ساخت‌گرایی» نامیده می‌شود. بانی این مکتب کلود لِوی استروس نام دارد. لِوی استروس همچون پیروان مکتب کارکرد گرایی، داروینیسم فرهنگی را رد می‌کند و معتقد است که هر جامعه‌ای خط فرهنگی خاصهٔ خود را به وجود می‌آورد. لِوی استروس نیز مانند فریزر به الگویی جهانی معتقد است؛ هرچند الگوی او با الگوی فریزر تفاوت دارد. آن‌چه برای لوی استروس بیشترین اهمیت را دارد، آن است که بداند مغز چگونه عمل می‌کند و پاسخ آن را در تحلیل اسطوره جستجو می‌کند.
امروزه اکثریت منتقدان و مورخان توافق دارند که آئین تنها یکی از خاستگاه‌های تئاتر است و نه لزوماً تنها خاستگاه آن. از طرف دیگر، غالب محققان این نظر را که تئاتر در همهٔ جوامع از الگوی تکاملی واحدی پیروی کرده‌است و رد می‌کنند. به علاوه امروزه هیچ مردم‌شناسی جوامع ابتدایی را فرو دستانه برآورد نمی‌کند. آن‌ها دریافته‌اند که اگرچه جوامع پیشرفته از دانش تخصصی و فنون بهره‌مندی بیشتری دارند، اما در مقابل، غالباً از نظر همبستگی و یکپارچگی ویژه‌ای که در جوامع کمتر پیشرفته وجود دارد، دچار کمبود قابل توجهی هستند با آنکه منشأ آئینی امروز پذیرفته‌ترین نظریه دربارهٔ خاستگاه تئاتر است، اما هرگز تنها نظریهٔ مورد قبول عام محسوب نمی‌شود.
هستند محققانی که معتقدند سرچشمه تئاتر داستانسرایی است؛ آن‌ها اظهار می‌دارند که گوش کردن و رابطه برقرار کردن با قصه‌ها عمده‌ترین خصیصهٔ انسان است، همچنین آن‌ها الگویی را پیشنهاد می‌کنند که در آن الگو تئاتر از افسانه سرایی نشأت می‌گیرد. افسانه‌ها ابتدا دربارهٔ شکار، جنگ یا فتوحات دیگرند و به تدریج آب و تاب بیشتری می‌یابند. مطالعات اخیر از نقاشی‌های به دست آمده از عصر یخبندان حاکی از آن است که انسان از ۳۰۰۰۰ سال پیش مراسم آئینی اجرا می‌کرده‌است و از هزاره‌های بعد از این تاریخ، یعنی ۲۰۰۰۰ سال پیش، در یکی از غارهای فرانسه و اسپانیا یک نقاشی به دست آمده که نشان دهندهٔ مراسمی است مربوط به شکار اما نظر ما دربارهٔ این نقاشی‌های اولیه هنوز محقق نیست. وقتی به دوره‌های نزدیک تر می‌رسیم و می‌بینیم انسان آغاز به گسترش مهارت‌ها و عاداتی کرده‌است که راه به تمدن می‌برند، تصاویر برای ما گویاتر می‌گردند: تصاویری همچون اهلی کردن حیوانات، کشت گندم، اختراع سفالگری و ترک زندگی کوچنشینی یعنی هنگامی که شکارچیان و تهیه‌کنندگان غذا در مکانی مستقر می‌شوند و به کشاورزی و دامداری رو می‌تئاتر و درام در یونان باستان
هنگامی که تمدن‌های خاور نزدیک و مصر شکوفا می‌شدند، دیگران در همسایگی آنان تازه قدم در راه تحول می‌نهادند. مهم‌ترین این تمدنهای نوپا، از نظر بررسی ما، «تمدن اژه‌ای» است که پیشاهنگ تمدن یونان بود. «فرهنگ مینوسی» که از سال ۲۵۰۰ تا ۱۴۰۰ پیش از میلاد در جزیرهٔ کِرت شکفته بود، در اثر زمین لرزه یا آتش‌سوزی فاجعه آمیزی ویران شد، و اطلاع کمی از چگونگی آن در دست است. پس از آن، تمدن میسنی توسط مهاجمان شمالی نابود شد، و عصر تاریک از ۱۱۰۰ تا ۸۰۰ پیش از میلاد آغاز گردید. این تمدن باستانی اژه‌ای تأثیر مستقیم زیادی در تحول تئاتر نداشت، اما تئاتر غیرمستقیم آن فوق‌العاده زیاد بود، زیرا خدایان، قهرمانان و تاریخ همین مردم بود که مواد اولیهٔ ایلیاد و ادیسه هومر و اکثر درام‌های یونانی را فراهم آورد. از این رو این تمدن‌ها به جهات مختلف زیربنای ادبیات غرب به‌شمار می‌آیند.
تمدن یونان که اولین دوران بزرگ تئاتر را عرضه کرد، به تدریج از سدهٔ هشتم تا ششم پیش از میلاد شکل گرفت. واحدهای بزرگ سیاسی این تمدن «پولیس» نامیده می‌شدند. مهم‌ترین این ایالت ـ شهرها آتیکا (آتن)، اسپارت، کورِنت، تِب، مگارو آرگوس بودند اگرچه آتن از سال ۵۰۰ پیش از میلاد مرکز هنری یونان بود، اما اسپارت قدرت اصلی و خط رابطی بود که اکثر ایالت ـ شهرها، از جمله آتن را به هم می‌پیوست. جنگ با ایران این قاعده را برهم زد. مانند هر جامعهٔ باستانی دیگر، مدارک مربوط به خاستگاه تئاتر و درام در یونان باستان نادر است. یونانیان نوشتن را چند صباحی پس از ۷۰۰ پیش از میلاد آموختند. در حقیقت آن‌ها حروف الفبای فنیقیان را گرفتند و مناسب حال خود تغییر دادن. پس از آن دوره است که اسناد نوشتاری یونانی افزایش می‌یابد.
اسناد مربوط به تئاتر در این دوران هنوز کم است. ارتباط بین تئاتر و ایالت ـ شهر از سال ۵۳۴ پیش از میلاد آغاز شد و آن زمانی بود که دولت آتن مسابقه‌ای برای انتخاب بهترین تراژدی اجرا شده در دیونوسیای شهر، که جشنوارهٔ مذهبی مهمی بود، گنجانید. کمدی آخرین شکل دراماتیک بود که از طرف حکومت یونان به رسمیت شناخته شد، ولی تا سال‌های ۴۸۷–۴۸۶ به دیونوسیای شهر راه نیافت؛ لذا سرگذشت آن، تا قبل از این تاریخ، تا حدودی بر حدس و گمان استوار است. ارسطو می‌گوید کمدی از نمایش بدیهه سازی‌های سرخوانِ آوازه‌های آئینی فالیک بیرون آمده‌است. اما از آنجا که تعداد زیادی آئین‌های فالیک وجود داشته، روشن نیست منظور ارسطو کدامیک بوده‌است.
بعضی از مراسم ما قبل دراماتیک، توسط گروه رقص اجرا می‌شد، که گاه صورتک حیوان بر چهره می‌زدند یا سوار حیوانات می‌شدند یا حیوانی را به عنوان نمایندهٔ حیوانات دیگر با خود می‌کشیدند. همچنین در آن دوره نمایش‌های همسرایان چاق، سایترها و مردانی بر فراز دیرک‌های بلند وجود داشت. مراسم اغلب شامل یک راهپیمایی به دنبال همسرایانی بود که می‌خواندند و می‌رقصیدند و نمادهای بزرگ و فالیک را بر روی علم‌هایی به اهتزاز درمی‌آوردند. این مراسم موجب عکس‌العمل‌ها و مسخره گی‌هایی در میان شرکت کنندگان و تماشاگران می‌شد. در کمدی‌های اولیه همهٔ این نمایش‌ها عناصر جنبی خود را نیز داشتند. کمدی گذشته از خاستگاه و تاریخ آغاز آن، در بین سال‌های ۴۸۷–۴۸۶ به حد کافی رشد یافته بود تا بتواند شایستگی‌های نمایش در دیونوسیای شهر را داشته باشد. نام تعداد کمی از کمدی نویسانِ نخستین ضبط شده‌است: کیونیدِس، که ظاهراً برندهٔ اولین مسابقه بوده، ماگنِس که برنده ۱۱ مسابقه بوده‌است و کمدی‌هایی مثل پرنده‌ها، پشه انجیری و قورباغه‌ها از اوست. اِکفانتیدس که گفته می‌شود کمدی‌های ظریفتری از پیشینیان خود نوشته‌است. کراتینوس که بیست و یک نمایشنامهٔ کمدی را به او نسبت داده‌اند و به عنوان اولین نویسندهٔ واقعی و در خور توجه در زمینهٔ کمدی شناخته می‌شود. کراتس که سایترهای شخصی را که قبلاً شاخص کمدی بود رها کرد و به مسائل عمومی‌ترین پرداخت. او پولیس و آریستوفان سر کردهٔ همهٔ کمدی نویسان که بذله گویی‌ها و ابداعاتش در سایتر مورد قبول همه قرار گرفته‌است.
تمدن یونان که اولین دوران بزرگ تئاتر را عرضه کرد، به تدریج از سدهٔ هشتم تا ششم پیش از میلاد شکل گرفت. واحدهای بزرگ سیاسی این تمدن «پولیس» نامیده می‌شدند. مهم‌ترین این ایالت ـ شهرها آیتکا (آتن)، اسپارت، کورِنت، تِب، مگارو رگوس بودند اگرچه تن از سال ۵۰۰ پیش از میلاد مرکز هنری یونان بود، اما اسپارت قدرت اصلی و خط رابطی بود که اکثر ایالت ـ شهرها، از جمله تن را به هم می‌پیوست. جنگ با ایران این قاعده را برهم زد. مانند هر جامعهٔ باستانی دیگر، مدارک مربوط به خاستگاه تئاتر و درام در یونان باستان نادر است. یونانیان نوشتن را چند صباحی پس از ۷۰۰ پیش از میلاد آموختند. در حقیقت آن‌ها حروف الفبای فنیقیان را گرفتند و مناسب حال خود تغییر دادند. پس از آن دوره است که اسناد نوشتاری یونانی افزایش می‌یابد.
شرق و غرب در تلاقی هزار ساله بیزانس مرحلهٔ دیگری از تداوم تاریخ روم و اسکندر مقدونی و تمدن کلاسیک یونان بود. تئاتر بیزانس سه گونه متمایز داشت: تئاتر سپند، تئاتر مذهبی و تئاتر کلاسیک یا ادیبانه. ارزیابی طبیعت و وسعت تئاتر بیزانس مشکل است، زیرا منابع موجود بسیار اندک است و مورخان بر سر تفسیر همین اندک نیز توافق ندارند. مسلم این است که نمایش‌های تئاتری در سراسر دوران بیزانس رواج داشته‌اند. گفته می‌شود که قسطنطنیه در اصل دو تئاتر از نوع رومن داشته و حداقل یکی از آن‌ها تا اواخر دوران بیزانس برپا بوده‌است. قلمرو امپراتوری بیزانس شامل بخش اعظم مدیترانهٔ شرقی بود که تئاترهای هلنی و یونای ـ رومی در آن ساخته شده بودند. نمایش‌های تئاتری و سرگرم‌کننده از طریق بیزانس به مدت هزار سال تداوم یافتند و هنگامی که این‌گونه نمایش‌ها در روم از رونق افتاده بودند در بیزانس به حیات خود ادامه دادند. تأثیر بیزانس بر اروپای غربی بسیار متحمل است، زیرا روابط تجاری بین بیزانس و روم غربی هیچگاه به کلی قطع نشد. بدون شک در اوایل سدهٔ نهم، هنر بیزانس در معماری کلیساها و پدیده‌های دیگر هنری در غرب تأثیر فراوان داشته‌است. همچنین جنگ‌های صلیبی که در سدهٔ یازدهم آغاز شد برخورد شرق و غرب را افزایش داد. به رغم وجود شرایط مناسب، هنوز نمی‌توان تأثیر بیزانس بر تئاتر غرب را اثبات کرد اما می‌توان اذعان داشت که بیزانس سنت تئاتری را زنده نگه داشت و بخش‌هایی از هنر آن الهام بخش هنرمندان بعدی گردید. امپراتوری بیزانس سرانجام تسلیم نیروهای مسلمین شد. تحت تعلیمات محمد جهان اسلام به سرعت رو به گردش نهاد و در حوالی ۶۲۲ مقبولیت عام یافت. در قلمرو اسلام داستان گویی تقریباً در همه جا و درام‌های فولکلور در برخی نقاط، متداول بود. در نقاط دیگر، به ویژه در هند، اندونزی، ترکیه و یونان تئاتر عروسک‌های سایه محبوبیت یافت. اما عروسک‌ها تا حد ممکن از واقع گرایی به دور بودند. این عروسک‌ها اشکالی دو بعدی بودند که از قطعات چرم بریده می‌شدند و با قطعه چوبی که به آن وصل می‌شد هدایت می‌گردیدند. بعدها، تنها سایهٔ این عروسک‌ها که توسط فانوس یا مشعل بر روی پارچهٔ سفیدی منعکس می‌گردید، نمایش داده می‌شد.
در بعضی کشورها تئاتر سایه هنرپیشه‌ای گردید و به کلی از هنر بازیگری زنده جدا گشت. تئاتر سایه ظاهراً حدود سدهٔ چهاردهم میلادی در ترکیه عرضه شد. سپس از سقوط بیزانس، در مناطقی که عصر عظیم تئاترهای کلاسیک، هلنی و یونانی ـ رومی را دیده بود. در این مناطق نمایش‌های عروسکی بر گرد شخصیت «قراگوز» و ماجراهای مضحک او دور می‌زد. سرانجام این نمایش‌ها قراگوز نامیده شدند و این سنت تا زمان ما ادامه یافته‌است. مسلمانان در بسیاری از نقاط تئاتر را به عنوان هنری بی‌اهمیت قلمداد کردند. در هزارهٔ اول مسیحی، یکی از توسعه یافته‌ترین و پرمحتواترین درام‌ها را باید در هند جستجو کرد. تمدن هند به قدمت تمدن مصر باستان و خاورمیانه است، اما دانش ما بر این تمدن با ورود قوم آریایی از آسیای مرکزی در ۱۵۰۰ پیش از میلاد آغاز می‌شود. در واقع در سده‌های پس از آن است که ترکیب و سیمای زندگی و هنر مردم هند پدیدار می‌گردد. شاید مهم‌ترین تأثیرات بر درام هند، از طریق هندوییسم و ادبیات سانسکریت صورت گرفته باشد. عصر طلایی درام در فرهنگ هندی حدود ۱۲۰ میلادی آغاز می‌شود و تا حدود ۵۰۰ میلادی ادامه می‌یابد. نقطهٔ اوج عصر طلایی سده‌های چهارم و پنجم است که امپراتوری گوپتا در شمال هند مرکز هنر، طب و آموزش قرار می‌گیرد. در آنجا شهرهای زیبا، دانشگاه‌ها و تمدنی عظیم و پر شکوه بنیان نهاده می‌شود. نقطهٔ اوج دیگری نیز در نیمهٔ اول سدهٔ هفتم تحت فرمانروایی شاه هارشا به ظهور می‌رسد. خود هارشا یکی از نمایشنامه نویس‌های مهم محسوب می‌شود.
در دوران حکومت هارشا تأثیر هند بر آسیای جنوب شرقی نیز گسترده و موجب توسعهٔ درام در آن نقاط شد. هندیان به واقع نگاری و ضبط تاریخ توجه چندانی نشان نمی‌دادند، از این رو محققان جدید تاریخ‌های بسیار متفاوتی را برای درام‌های موجود سانسکریت در نظر گرفتهاند. اما آنچه پیش از همه مورد توافق است قدیمی‌ترین قطعاتی است که به حدود ۱۰۰۰ سال پیش تعلق دارند. حدود ۲۵ نمایشنامهٔ سانسکریت به دست ما رسیده‌است که تاریخ بعضی از آن‌ها حوالی سدهٔ نهم میلادی و در این میان بهترین آن‌ها را به سدهٔ چهارم و پنجم میلادی نسبت می‌دهند. از میان درام نویسان سانسکریت می‌توان این نویسندگان را نام برد: شاه هارشا با نمایشنامه‌های سینه ریو مروارید، شاهزاده خانم گمشده و ناگاندا؛ بهاوا بوتی با نمایشنامه‌های داستان قهرمان بزرگ، آخرین قصهٔ راما و ازدواج دزدیده شده؛ ویشا کاداتا با نمایشنامهٔ انگشتری خاتم راکشاسا. در سال‌هایی که درام هند در حال شکوفایی بود، تئاتر چین تازه داشت شکل می‌گرفت، به ویژه در نواحی پکن که همچون مصر و خاورمیانه از گاهواره‌های تمدن به‌شمار می‌رود. مدارک ما دربارهٔ سال‌های پیش از ۱۵۰۰ پیش از میلاد، یعنی زمان به قدرت رسیدن سلسلهٔ شانگ اندک است. در زندگی چینیان از همان آغاز، رقص، موسیقی و آئین‌های مختلف نقش مهمی داشته‌است و برخی از فرمانروایان چینی این‌گونه فعالیت‌ها را برای هماهنگ‌کردن کشور خود لازم می‌شمردند و در سدهٔ هشتم پیش از میلاد معابدی وجود داشت که اجرا کنندگانی بدین منظور در اختیار داشتند. مورخان سعی کرده‌اند بین آئین‌های چینی و همسرایان دیتیرامب در یونان شباهت‌هایی بیابند. اولین دورهٔ درخشان هنر و ادبیات چینی، با حکومت سلسلهٔ هان آغاز می‌شود. مجموعه سرگرمی‌های این دوره را «صد نمایش» می‌نامیدند.
در سدهٔ سیزدهم نمایش‌های گوناگون سرگرم‌کننده جزئی از زندگی عادی مردم چین محسوب می‌شد. اما تا مدت‌ها بعد از تسلط مغول‌ها در ۱۲۷۹ بر چین، هیچ درام ادبی در چین به وجود نیامد. تحولات اصلی تئاتر چین بعدها رخ داد. احیای تئاتر در اروپای غربی از اوایل قرون وسطی آغاز شد. پس از سقوط امپراتوری روم، فعالیت‌های سازمان دارِ تئاتری در اروپای غربی متوقف شده بود، زیرا در سدهٔ ششم شرایط مشابهی با دوران ما قبل عظمت تئاتر روم بر صحنه حاکم شد، اما عناصر تئاتری حداقل در چهار شکل مختلف حفظ شدند: بقایای میم رومی، نقالی توتنی، جشنواره‌های عامیانه و آئین‌های شرک‌آمیز و مراسم مسیحی. تئاتر در اوایل قرون وسطی باید از دل این منابع زاده می‌شد.

### ایران

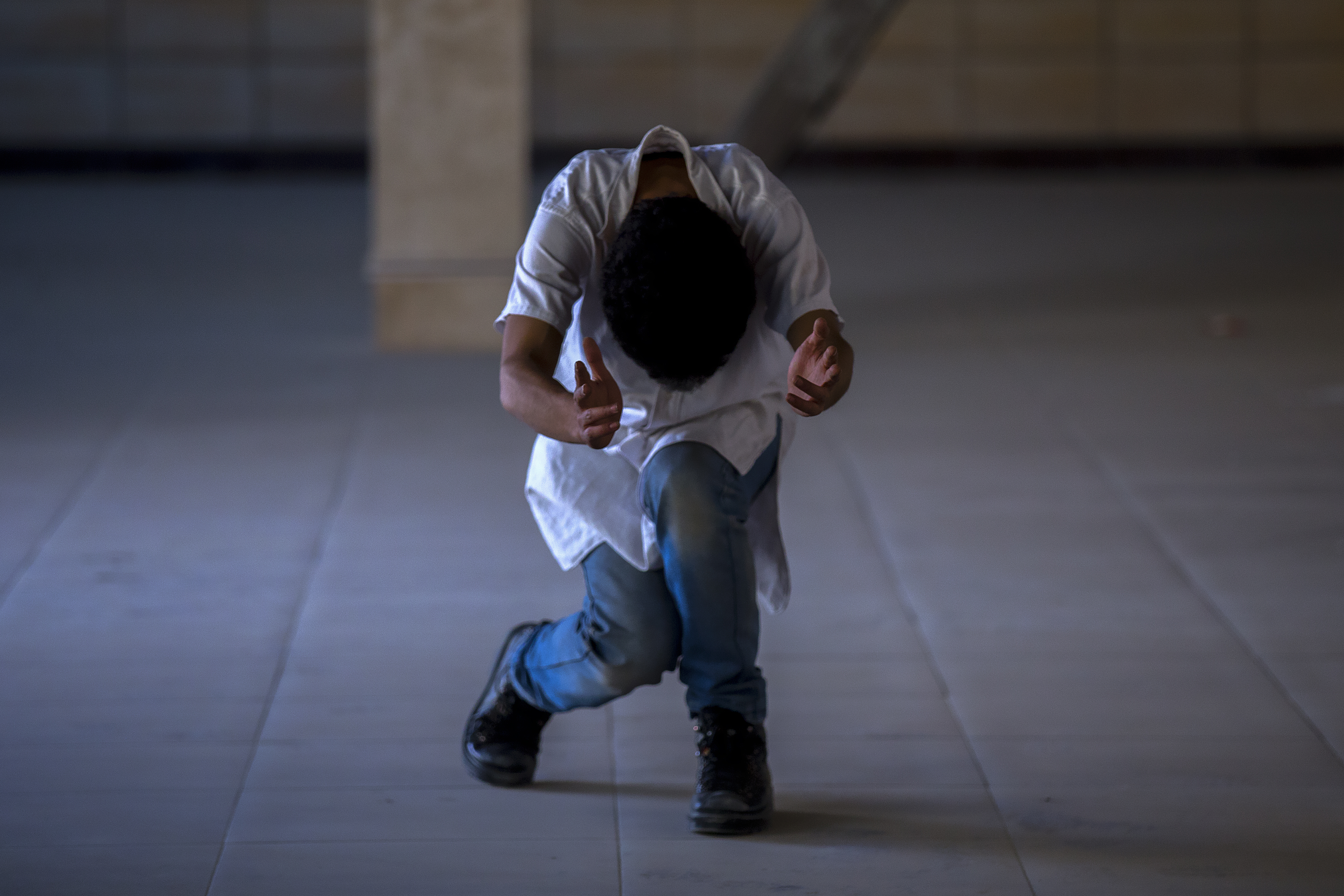
یک بازیگر تئاتر آزمایشگاهی در حال اجرای رقص

هنر تئاتر در ایران پیشینه‌ای دراز دارد و سبکی از آن در نمایش‌های تعزیه نمود یافته‌است. در کتاب تاریخ بخارا آمده‌است که نمایش ایران از آیین، اسطوره و شعایر برخاسته‌است. اولین تئاتر ایران در شهر رشت شروع به کار کرد. نخستین تئاتر زنان در ایران نمایش آدم و حوا بود که توسط جمعیت نسوان وطنخواه در تهران اجرا شد.
theater in iran تئاتر چیست و تاریخچهٔ آن (قسمت اول)
از آغاز آشنایی ایران با تئاتر غربی تا نهادی شدن تئاتر در حدود یک قرن طول کشید و هنوز نیم قرن دیگر لازم بود تا جامعه سنتی ایران تئاتر را بشناسد، بپذیرد و خود زبانی مستقل و ایرانی در تئاتر بیفکند.
مسیر متحول شدن تئاتر را فهرست وار شامل بخش‌های زیر می‌توان عنوان کرد
1. سفرهای هیئت‌های سیاسی ایرانی و عربی، و نیز اعزام محصلین ایرانی به خارج که در غرب با هنر نمایش آشنا می‌شدند و اطلاعاتی را به صورت سوغات به ایران می‌آوردند از عوامل عمده ورود تئاتر به ایران شد. از طرفی سفرا و تجار غربی نیز در دوران اقامت خود در ایران، برای سرگرمی و گفتن نمایش‌هایی را بر پا می‌کردند و درباریان و صاحب منصبان را دعوت می‌کردند. این رفت‌وآمدها و مراودات به تدریج به شکل گرفتن واژگان و فرهنگ نمایش در ایران کمک رساند.
2. دارالفنون مهم‌ترین پایگاهی بود که باب ترجمه را در ایران به صورت آکادمیک گشود. اگر چه در دارالفنون بیشتر ترجمه آثار علمی مورد توجه بوده، اما به هر حال در اینجا بود که هنر ترجمه همچون یک وسیله پراهمیت آموزشی تلقی شد. از اینجا بود که مترجمان در زمرهٔ اهل علم و فرزانگان به‌شمار رفتند و در جامعهٔ فرهنگی و حتی در دربارهایشان نشان و منزلتی یافتند.
3. یکی دیگر از مراحل تئاتر در ایران نتایجی بود که سفرهای ناصر الدین شاه به غرب و روسیه پدیدآورد. ناصر الدین شاه در کنار دیدارهای رسمی خود از مظاهر علمی و … در شهرهای اروپایی به دیدار نمایش‌ها و سرگرمی‌های آن‌ها علاقه نشان می‌داد که شرح آن را در سفرنامه‌های خود نوشته‌است. وی در نوشته‌های خود از واژه‌هایی چون اکت Act، سن، لژوکوکمه دلی، باله، اپرا، تماشاخانه و بسیاری از اصطلاحات نمایشی استفاده کرده و چنان است که گویی این واژه‌ها در زمان او لااقل برای مخاطبان او قابل فهم بوده‌اند.

دیدارهای مکرر ناصر الدین شاه از تئاترهای غربی موجب شد که به تقلید از سبک معماری رویال آلبرت هال لندن، در سال ۱۲۹۰قمری تکیه دولت را بنا کند، تا او هم متقابلاً با نمایش‌های ایرانی از مهمان‌های خارجی پذیرایی کند، یا لااقل با کشورهای غربی به رقابت بپردازند.
۴- انقلاب مشروطیت و تبعات آن را باید مهم‌ترین انگیزه‌های تحول تئاتر در ایران به‌شمار آورد که هم خود نهضت و هم شیوه‌های بروز آن تحت تأثیر غرب بوده‌است. به نظر می‌رسد که در جریان مشروطیت لااقل قشر تحصیلکرده به اهمیت تئاتر پی برده بودند و با تأسیس گروه‌ها و انجمن‌ها کوشیدند که تئاتر را به جامعهٔ بیدار شده ایرانی معرفی کنند و اگر در این جریان ادامه پیدا می‌کرد تئاتر امروز وضع دیگری پیدا کرده بود.
۵- تأسیس انجمن‌ها و شرکت‌ها یکی دیگر از عوامل پیشبرد تئاتر بوده‌اند. انجمن اخوت که در سال ۱۳۱۷قمری تأسیس شد و از اولین گروهایی بود که دست به فعالیت‌هایی نظیر کنسرت و نمایش زده‌است. پس از انجمن اخوت تأسیس شرکت فرهنگ را می‌توان نام برد.
از زمانی که ایرانیان با تئاتر امروزی آشنا شدن تا آن که تئاتر به‌طور کلی وارد ایران شد گروه‌ها و عوامل زیادی به این روند کمک کردند از جمله: – سفرهای هیئت‌های سیاسی ایرانی و عربی، و نیز اعزام محصلین ایرانی به خارج-مدرسه دارالفنون مهم‌ترین پایگاهی بود که باب ترجمه را در ایران به صورت آکادمیک گشود و نمایش نامه‌هایی را ترجمه کرد و در خدمت ایرانیان قرار داد- سفرهای ناصر الدین شاه به غرب و روسیه- انقلاب مشروطیت وایجاد فضای روشن فکری در ایران
در سال ۱۳۲۹ قمری نخستین مکان مستقل نمایش در ایران به نام «تئاتر ملی» دایر شد. تا پیش از تأسیس «تئاتر ملی» انجمن‌ها و مراکز مختلف تحت عناوین گوناگون از تئاتر برای پیشبرد هدف‌های سیاسی و تبلیغاتی خود استفاده می‌کردند، اما «تئاتر ملی» که ریاست آن را عبدالکریم خان محقق الدوله به عهده داشت امکانات و بودجهٔ خود را از محل خیریه آموزش و پرورش تأمین می‌کرد و مستقلاً در اختیار نمایش و اجرای تئاتر قرار داد. فعالیت‌های چند ساله «تئاتر ملی» موجب شد که تئاتر همچون هنری مستقل که حتی قادر است از نظر مالی خود را تأمین کند از طرف مقامات رسمی و مردم شناخته شود و شوق و شوری در میان مردم نسبت به تئاتر برانگیخته شود. حتی عده‌ای از دانش جویان که برای تحصیل به خارج رفته بودند در رشته تئاتر تحصیل کردند و با دست‌های پر علمی و هنری به ایران بازگشتند و بنای تئاتر نوین ایران را طرح‌ریزی کردند.
۶- باید دانست که در جریان مشروطیت مردم ایران به حقوقی واقف شدند که پیش از آن از وجود آن آگاه نبودند. در کشور ما حزب‌های مختلف، هر چند به شیوهٔ سنتی وجود داشت، اما تئاتر وجود نداشت، لذا به گمان عده‌ای از منور الفکرها، تأسیس تئاتر، گذشته از ارزشهایی که داشت، نمادی از ترقی و رشد فکری تلقی می‌شد.
فاصله سال‌های ۱۳۲۰ تا ۱۳۲۲ را شماری پژوهندگان به سبب گستردگی اجرای صحنه و رشد تئاتر (دوران صحنه) نامیده‌اند این دوران به دلیل استقبال جامعه تماشاگران و مخاطبان از تئاتر صحنه به یاد ماندنی است. در آن سال‌ها تولیدات سینمای ایران به لحاظ کیفی و کمی در حدی نبود که بتواند پاسخگوی مخاطبان باشد. تلویزیون هنوز به ایران نیامده بود و رادیو به میزانی که باید در دسترس مردم قرار نداشت. به دلیل در صد بالای بی سوادی در کشور از مطبوعات استقبال چندانی نمی‌شد و به همین دلیل از فعالیت‌های نمایشی استقبال مناسبی به عمل می‌آمد. انگیزه‌های تماشاگران متفاوت بود و گروهی به قصد صرفاً سرگرمی و شماری به دلیل گرایش‌های سیاسی خود نمایش‌های مورد نظرشان را برای تماشا انتخاب می‌کردند. شکل‌های پذیرش جامعه از تئاتر و جو سیاسی حاکم بر کشور، زمینه‌ای برای انتخاب و اجرای آثار نمایشی بود. تئاتر در این دوره ظرفیتی بالقوه برای تبلیغ سیاسی رایج و جذب افراد به سوی احزاب نو پا داشت. به همین دلیل بود که بخش مهمی از فعالیت‌های نمایشی -ترجمه و نگارش و اجرا- ملهم از خطوط سیاسی رایج آن روزگار شد؛ و بالاخره یکی از مهم‌ترین اتفاق‌های این دوره شکل‌گیری، «گروه تئاتر ملی» با هدف دستیابی به نمایش‌های با هویت ایرانی بود. سرپرست این گروه «شاهین سرکیسیان» بود و کسانی چون «عباس جوانمرد» و «علی نصریان» در پایه‌گذاری این گروه به او پیوستند و بازیگرانی پر سابقه چون «رقیه چهر آزاد» و «عصمت صفوی» با این گروه همکاری کردند. تشکیل این گروه با استقبال محافل روشنفکری و ادبی روبرو شد.
کمدی از اقسام پر طرفدار نمایش در آن دوران بود زیرا در شماری از آن‌ها مسایل روز مطرح و از آن انتقاد می‌شد. در عین حال کمدی‌های سبک و سرگرم‌کننده مشتری بیشتری داشتند.
۱۳۳۷–۱۳۵۷
از ویژگی‌های این دوره: تأکید بر نمایش نامه‌نویسی ملی با تفاوت عمده، کسب تجربه بیشتر دست‌اندرکاران ملی، تربیت نیروی انسانی ورزیده در تمامی عرصه‌ها به مدد مراکز آموزش عالی نمایشی، درک تجربه‌های هنرمندان جهان از طریق بررسی آثار ترجمه شده آن‌ها و دعوت از چند استاد خارجی برای تدریس تئاتر در ایران.

#### شکل و محتوای نمایشنامه
در این دوره، آن تأکید میهن پرستانه افراطی برای نگاشتن نمایش‌های ملی گرایانه، تاریخی و حماسی توأم با تعصب وجود ندارد. آثار نمایش‌نامه نویسان صاحب نام ایرانی با توجه به محتوا، ساختار و شکل ارائه‌شان در سه گروه جای می‌گیرد:
1. واقع گرا: به استفاده از ساختار نمایشی معروف به خوش ساخت به پیروی از آثار نویسندگانی مثل ایبسن ، گورکی، چخوف، شاو و… بیشتر به موضوعهایی اجتماعی می‌پرداختند. آثار «اکبر رادی» برخی آثار غلامحسین ساعدی و خسرو حکیم رابط و ابراهیم ملکی در این گروه قرار می‌گیرد. این آثار به لحاظ ساختار و شخصیت پردازی و شیوه پیام‌رسانی ملهم از نمایشنامه‌های ترجمه شده بودند اما در ضمن مسائل سیاسی و اجتماعی روز ایران را مورد بررسی قرار می‌دادند. اصولاً این دسته از نویسندگان، فارغ از دغدغه ایجاد فرم ویژه تئاتر ایرانی با پذیرش این مطلب که تئاتر پدیده‌ای وارداتی است (مثل رادیو، تلویزیون) تنها راه پیوند آن با جامعه ایرانی را پرداختن به مسایل روز کشور می‌دانستند.
2. ملی: که نویسندگان می‌کوشیدند با بهره جویی از میراثهای نمایشی پیشینیان ـ مثل تعزیه ـ تخت حوضی ـ نقالی و پرده خوانی ـ آیین‌های نمایشی ـ چون میر نوروزی، کوسه گردی، کوسه برنشین و همچنین مراسم آیینی ـ نظیر مراسم زار و باد و آداب و رسوم و باورهای ایرانیان مناطق مختلف ـ و بالاخره تیپ‌های اجتماعی خاص مردم این سرزمین، متنی متناسب با محتوای ملی ایجاد کنند. از جمله این نویسندگان می‌توان به بهرام بیضایی، علی نصریان و بیژن مفید و علی حاتمی اشاره کر. موضوع‌های انتخابی این نویسندگان متنوع بوده و از مسایل روز سیاسی و اجتماعی گرفته تا مسایل همیشگی فلسفی در آن‌ها مطرح شده بود.
3. مدرن: که نویسندگان فعال در این شیوه با توجه به گرایش‌های سیاسی، اجتماعی، فلسفی و نمایشی خود، گستره متنوعی از سبک‌ها و نویسندگان معاصر غرب (نظیر: ار برتولت برشت با تئاتر پیک (روایی) و (بلکت) و (یونسکو) و رویکرد (ابزورد) و نویسندگان اکسپر سیوسنیت) را سر مشق خود قرار داده و با نفی قراردادهای تئاتر ارسطویی و اصول نمایش (خوش ساخت) به خلق متون نمایش خود پرداختند.

سابقه نمایشنامه نویسی در ایران خیلی قدیمی نیست. نخستین بار «میرزا فتحعلی آخوند زاده» با نوشتن نمایشنامه‌هایی به ترکی آذربایجانی ـ که بعدها به زبان فارسی ترجمه شد ـ راه را برای نویسندگان ایرانی در این عرصه باز کرد. «میرزا آقا تبریزی» تحت تأثیر او پنج نمایشنامه نوشت و پس از آن شاعران و نویسندگان ایرانی، چه در دوران مشروطه و چه بعد از آن نمایشنامه‌های گوناگونی آفریدند. «میرزا عشقی» نمایشنامه‌ای را به عنوان «در رستاخیز سلاطین ایران» نوشت «میرزا محمود خان ملهیر الدینی» «میرزا محمد خان کمال الوزرا» «سعید علی خان نصر» «ذبیح‌الله خان بهروزی» «عبدالرحیم خلخالی» «سعید نفیسی» «عبدالحسین نوشین» «صادق چوبک» «پرتو اعظمی» از آن جمله‌اند.
با وجود گوناگونی آثار نمایشی این بزرگان ـ که از ضعف ساختاری نیز بر کنار نیست ـ سنت نمایش‌نامه نویسی، به عنوان یکی از گستره‌های با اهمیت ادبیات، با گذشت بیش از صد سال، هنوز جایگاه شایستهٔ خود را ندارد. از «غلامحسین ساعدی» «بهرام بیضایی» «اکبر رادی» که بگذریم، بی اغراق می‌شود ادعا کرد که نمایش نامه نویس مطرحی غیر از اینان نداریم. کسانی که اکنون نمایش‌نامه می‌نویسند، یا از پدیده‌های زندگی اجتماعی می‌گریزند و به مقولات انتزاعی دور از واقعیات می‌پردازند یا این که می‌کوشند از موضوع‌های نویسندگان خارجی نسخه برداری کنند. اغلب این آثار نیز ناموفق و در اجراها هم ناکامی خود را نشان می‌دهند. البته در چند سال اخیر نمونه‌های موفقی در نمایش نامه‌نویسی ظهور کردهاند که در صورت تداوم می‌توان به ادامهٔ این مسیر امیدوار شد. داود میر باقری، محمد رحمانیان، محمد چرمشیر از این دسته‌اند.
از آن جا که نویسندگان کنونی نمایش نامه‌های ایرانی، با رویدادهای تاریخی سرزمینشان آشنایی چندانی ندارند و با ادبیات قوسی و پرتنوع خود بیگانه‌اند، طبعاً آثار آنان جستجویی است در وادی سرگردانی. اگر «ذبیح بهروز» با نوشتن «جیجیک علیشاه» دربار قاجار را به طنزی مسخره می‌گیرد یا «حسن مقدم» با اثر خود به نام «جعفر خان از فرهنگ آمده» پر مدعاهای درس خوانده در اروپا را نقد می‌کند یا «صادق چوبک» با نمایش‌نامه «توپ لاستیکی» دربار قاجار را بهانه قرار می‌دهد که شخصیت‌های متزلزل خدمتگزاران قدرت را در همه دوران به تماشا بگذارد، تئاتر نویسان امروزی، متأسفانه فرسنگ‌ها از این مقولات به دوراند. در این‌جا بحث بر سر ضعف ساختارهای فنی و اصول نمایش نامه نگاری آثار آنان نیست، بلکه به نوع نگرش‌ها و پرموتاریخچه حضور زنان در تئاتر ایران

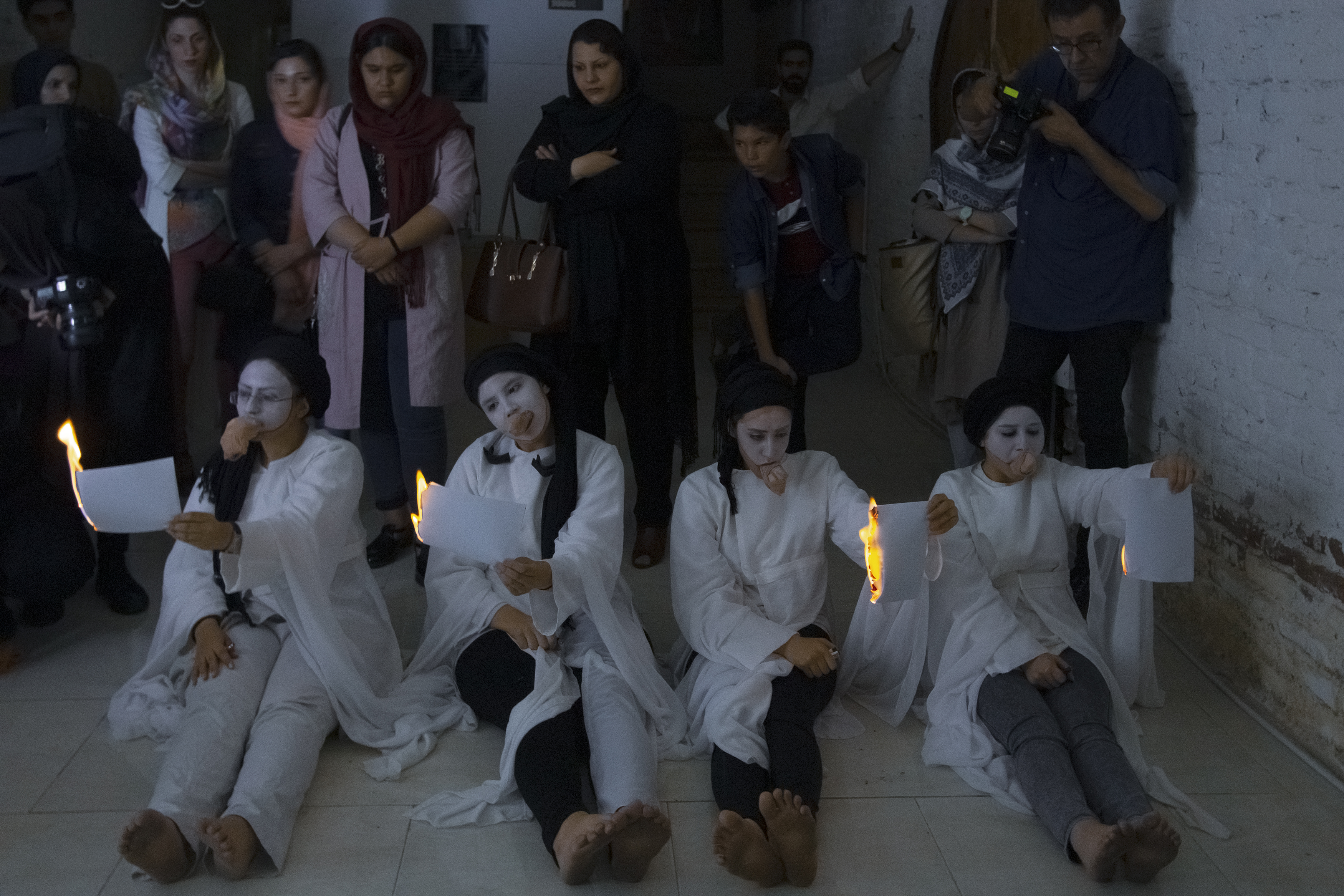
حضور زنان در نمایش محیطی پرفورمانس "به دادمان برسید" در تماشاخانه "داً شهر تهران (سال ۱۳۹۵)

"طبق گزارش‌های تاریخی اولین زن نمایشگر ایرانی که نام او به جا مانده از زمان ساسانیان است که آزاده رومی نام داشته و خنیاگر بهرام گور بوده‌است. او نقّالی موسیقایی انجام می‌داده و به دلیل سرزنش بهرام گور برای کشتن بیرحمانه جانوران، در شکار به دست او کشته شد. پس از او «گُردیه» را می‌توان از ماهرترین زنان بازیگر زمان ساسانیان دانست، چون بعدها در برابر خسرو پرویز بازی زیبایی را با یک بچه گربه و آراستن او انجام می‌دهد. در اوائل اسلام نیز نضربن حارث از نقّالان ایرانی در عربستان بوده که به گفته‌استاد باستانی پاریزی از سمیّه خدای‌نامه‌خوان (که مادر یا زن‌پدرش بوده) نقّالی و خدای‌نامه‌خوانی را آموخته‌است. اما بی‌گمان بزرگ‌ترین و مهم‌ترین زن نمایشگر، نقّال و خدای‌نامه‌خوان پس از اسلام همسر فردوسی بوده‌است که خدای‌نامه‌ها را به زبان پهلوی ساسانی برای فردوسی می‌خواند.
در ایران پس از اسلام نیز خنیاگران متعدّد و معروفی بودهاند. زنان سخنوری که بدون ساز و گاهی با آواز نقّالی مذهبی انجام میدادهاند، زنان خنیاگری که با ساز و گاهی با آواز نقّالی عرفانی انجام میدادهاند. اما در این مدت هرگز تئاتر به معنی امروزی آن به ایران وارد نشد و هیچ زنی به این عرصه پا نگذاشت."

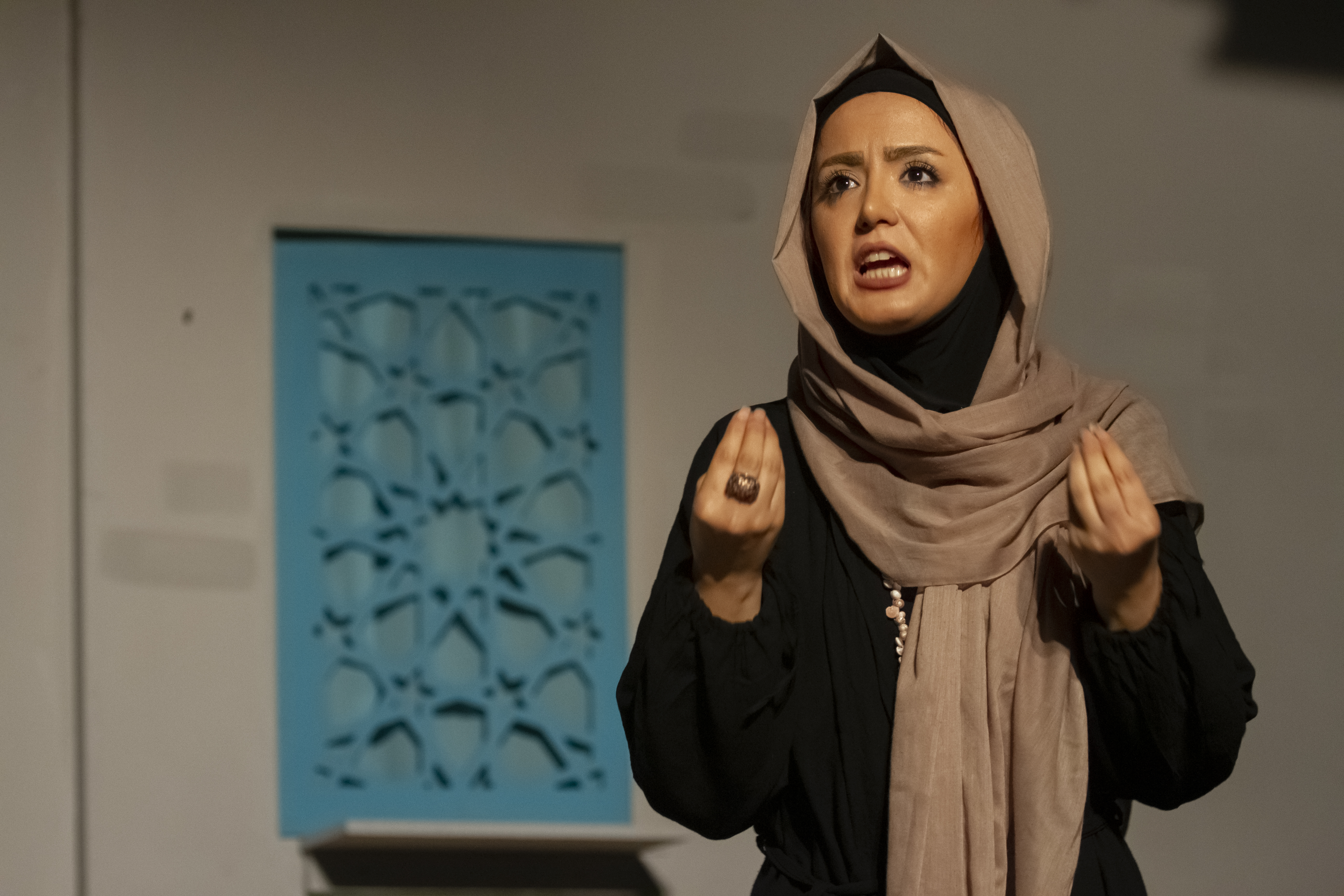
هنرپیشه زن نمایش مسافران که در ۱۳۹۳/۰۶/۱۹ در شهر قم به روی صحنه رفت

نخستین تماشاخانه ایران در جمادی‌الثانی۱۳۰۳ه‍. ق[۱۲۶۳ه‍.ش] افتتاح شد، اما هنر تئاتر در ایران، هنری کاملاً مردانه بود، زیرا نه تنها زنان نمی‌توانستند در صحنه تئاتر ظاهر شوند و مردان ایفاگر نقش‌های آنان بودند، بلکه حتی اجازه حضور در تماشاخانه و مشاهده تئاتر را نیز نداشتند. با این حال، در دوره اول مجلس شورای ملی، تنی چند از زنان علاقه‌مندی خود را به هنر تئاتر به عنوان یک عمل اجتماعی هدفمند آشکار کردند؛ مثلاً «تاج ماه آفاق الدوله»، نمایشنامه «نادرشاه» نوشته نریمان نریمانف را از ترکی به فارسی ترجمه کرد و در سال ۱۲۸۵ه‍.ش/۱۹۰۷م، با عنوان «نامه نادری» در تهران به چاپ رساند. اما حضور زنان در عرصه تئاتر چه به عنوان بازیگر و چه حتی تماشاگر ممنوع باقی‌ماند تا سال ۱۲۹۵ هجری شمسی که سیدعلی نصر از وزارت معارف مجوز احداث کمدی ایران را گرفت و در گراند هتل نمایش کمدی را به صحنه برد. در این مکان به مدت ۱۰ سال بازیگران زن ارمنی، ترک و یهودی بازی می‌کردند و این حرکت اگرچه که به خودی خود حرکت بزرگ و ثمر بخشی در تاریخچه حضور زنان در تئاتر است اما به هرحال تنها زنان غیر مسلمان و غیر ایرانی در آن حضور داشتند و هرگز هیچ زن ایرانی در این نمایش‌ها پا به صحنه نگذاشت و تابوی حضور زنان ایرانی درتئاتر تا مدت‌ها بعد شکسته نشد.
اما در دوره انقلاب مشروطه و به ویژه پس از فتح تهران، آزادیخواهان به تأثیر اجتماعی تئاتر پی بردند و از هنر تئاتر به عنوان بهترین وسیله تربیت توده و آشنا کردن آن‌ها به عیوب قدیم و محاسن جدید استفاده کردند. از جمله مباحثی که مورد توجه گروه‌های نمایشی قرار داشت، شرایط زن در خانواده و منزلت اجتماعی او بود. گروه‌های نمایشی تلاش می‌کردند تا از طریق هنر تئاتر، تماشاگران که همگی مرد بودند را به تأمل و تفکر در رفتارشان نسبت به زنان و دختران وادار کنند و در احقاق حقوق زنان آنان را یاری نمایند، تا آنجا که زن ایرانی برای نخستین بار توانست در صحنه تئاتر حضور یابد و در نمایشنامه «طبیب اجباری» نوشته مولیر به همراه بازیگران مرد در برابر ۲۵۰ نفر تماشاچی که همگی مرد بودند، بازی کند. این نمایشنامه که دربارهٔ حقوق زنان بود، توسط گروه نمایشی ارمنیان و در مدرسه ارمنیان تهران اجرا شد."
نخستین تماشاخانه ایران در جمادی‌الثانی۱۳۰۳ه‍. ق[۱۲۶۳ه‍.ش] افتتاح شد، اما هنر تئاتر در ایران، هنری کاملاً مردانه بود، زیرا نه تنها زنان نمی‌توانستند در صحنه تئاتر ظاهر شوند و مردان ایفاگر نقش‌های آنان بودند، بلکه حتی اجازه حضور در تماشاخانه و مشاهده تئاتر را نیز نداشتند. با این حال، در دوره اول مجلس شورای ملی، تنی چند از زنان علاقه‌مندی خود را به هنر تئاتر به عنوان یک عمل اجتماعی هدفمند آشکار کردند.
در سال ۱۳۱۴ «کانون بانوان» تشکیل شد. این کانون در فعالیت‌های خود تعدادی نمایشنامه هم روی صحنه آورد که همه آنان در جهت پیشرفت و تمدن‌خواهی زنان بود. در نیمه دوم سال۱۳۰۲شمسی «مجمع فرهنگی و هنری پیک سعادت نسوان» به همت «ساری امانی» در رشت تأسیس شد و اولین نمایشنامه خود را در ۲۵ اسفند ۱۳۰۲با نام «عروسی دختر فروشی» در پنج پرده در تماشاخانه «اولوش بیک» به اجرا گذاشت.
این نمایش وضع نامطلوب زنان و دختران ایران را در خطه شمال مورد انتقاد قرار داده بود. اکثر نقش‌های این نمایشنامه را زنان اجرا کرده بودند. متن نمایشنامه دقیقاً گزارشی از زندگی زنان آن دوران است و مانند اکثر نمایشنامه‌هایی که توسط این مجمع به مورد تماشا گذاشته می‌شد، به محرومیت و نقض حقوق زنان تأکید زیادی شده بود. اما مهم این جاست که متن این نمایشنامه‌های زنانه- که توسط زنان نوشته می‌شد –تن‌ها حق حضور در جمعیتهای زنان را داشته و تنها برای زنان به شکلی خصوصی اجرا می‌شد. چرا که به دلیل شرایط اجتماعی و مذهبی آن دوران، مردان دخالت آشکاری در این فعالیت‌ها نداشتند و این زنان هنردوست و روشنفکر را با بدترین القاب مورد توهین و تحقیر و حتی ضرب و شتم قرار می‌دادند. اما زنان در برابر تمامی این ناملایمات تسلیم نشده و در این راه، قدم‌های بزرگی برداشتند. زنان هنرمند، خود نمایشنامه می‌نوشتند تا در این نمایشنامه‌ها به طرح مسائل زنان بپردازند و این نمایش‌ها را برای زنان و دختران اجرا می‌کردند. اما متأسفانه جامعه مرد سالار و متعصب آن زمان، محفلی برای حضور ماندگار در تاریخ را به آنان نداده و سبب شدند تا حافظه تاریخی ایران، نامی از این نمایشنامه‌نویسان و کارگردانان صبور و پر قدرت ایران در ذهن‌ها باقی نگذارد."
در سال ۱۳۱۴ «کانون بانوان» تشکیل شد. این کانون در فعالیت‌های خود تعدادی نمایشنامه هم روی صحنه آورد که همه آنان در جهت پیشرفت و تمدن‌خواهی زنان بود. در نیمه دوم سال۱۳۰۲شمسی «مجمع فرهنگی و هنری پیک سعادت نسوان» به همت «ساری امانی» در رشت تأسیس شد و اولین نمایشنامه خود را در ۲۵ اسفند ۱۳۰۲با نام «عروسی دختر فروشی» در پنج پرده در تماشاخانه «اولوش بیک» به اجرا گذاشت.
این حرکت ادامه داشت تا سال ۱۳۰۵هجری شمسی، که «علینقی وزیری» هنرستان موسیقی را تأسیس کرد. در این هنرستان، تئاتر و تابلوهایی همراه با موسیقی نمایش داده می‌شد. همین کار برای «اسماعیل مهرتاش» انگیزهای شد که با همکاری وزیری برای ساختن اپرا، تجربه‌هایی بکنند. چون وزیری محل نمایش را در مدرسه موسیقی قرار داده بود، رفته رفته زن‌ها پایشان به آن جا باز شد و همین‌ها بودند که بعدها «جمعیت بیداری نسوان» را تشکیل دادند و در تالار مدرسه زرتشتیان بازی کردند و عاقبت همهشان به تلخترین سرنوشتهای ممکن دچار شده و اجساد تکه‌تکه شدهشان بر جوی‌ها و نهرهای اطراف، خبر از شومترین پاسخهای مردان بود به حضور زنان در عرصه تئاتر و این تابوی حضور زنان در تئاتر تا سال ۱۳۱۰ ادامه داشت.
در این سال «امیر سعادت»، تئاتر سعادت را با اولین زنان ایرانی راه‌اندازی کرد. شارمانی گل، پری گلوبندکی و ملوک مولوی اولین بازیگران زن بودند که در این تئاتر پا به صحنه گذاشتند و با جاهلیت و تعصب‌های کور و غیر منطقی آن زمان مبارزه کردند. آنان هرشب بر روی صحنه می‌رفتند و می‌درخشیدند اما به جای تشویق و دسته‌های گل، سنگ و کلوخ و ناسزا دریافت می‌کردند. پدران، دختران خود را از خانواده طرد می‌کردند و هر شب گروهی افراد متعصب با به تالارها هجوم می‌آوردند، تا جلوی این بی‌آبرویی را بگیرند… اما آنان تسلیم نشده و به راهی که به درستی آن اطمینان داشتند، ادامه دادند تا این که چندی بعد این تئاتر توسط عدهای ناشناس به آتش کشیده شد و برای همیشه تعطیل شد تا ظاهراً این حرکت بزرگ، به ثمر نرسیده در نطفه خاموش شود."

## هنر نمایش در چین
درکشور چین رقص و آواز همانند کشورهای دیگر از زمان‌های بسار کهن متداول بود، و احساسات اشخاص نمایش را با نوعی مبالغه روان شناختی نشان می‌داد. در حدود قرن هفتم و هشتم پیش از میلاد، راهبان بودایی برای جلب مردم به معابد، داستان‌هایی از کتاب‌های مقدس را با قصه و آواز نقل می‌کردند که در آن‌ها از آوازهای عامیانه و رقص استفاده می‌شد. دوره‌های درخشان هنر و ادبیات چین به دوره قبل از حمله مغول‌ها و دوره تسلط مغول‌ها بر چین تقسیم می‌شود.

### هنر و ادبیات چین قبل از حمله مغول‌ها
سلسله هان
اولین دوره درخشان هان و ادبیات چین قبل از حمله مغول‌ها است. زمانی که چین از نظر وسعت برابر با وسعت امپراتوری روم بود. در این دوره همه گونه سرگرمی شامل نمایش‌های ورزشی، ژیمناستیک، حرکات آکروباتیک، چشم‌بندی، تردستی و موسیقی وجود داشت. امپراطوران سلسله هان فعالانه هنر را ترویج می‌کردند.
سلسله یانگ
رواج نمایش‌های تارخی و پرشکوه که در آن شخصیت‌های تاریخی را بازسازی می‌کردند. مشهور است که امپراتور «یانگ تی» پیش از انقراض امپراطوریش نمایشی ترتیب داد که در آن ۱۸ تا ۳۰ هزار اجراکننده در محلی به درازای ۶ کیلومتر شرکت هستند.
سلسله سونگ
در این دوره فرهنگ و هنر چین شکوفا شد. ساخت وسایل صنعتی، جنگی و هنرهای دستی رواج یافت. داستان گو و نقالی به اوج رسید. این داستان‌ها توسط نقالان یا راویان حرفه‌ای در چایخانه‌ها نقل می‌شد. (نخستین تماشاخانه‌های عمومی که در چین ساخته شدند همان چایخانه‌ها بودند)

### ویژگی‌های اجرای نمایشی چین
-در درام چین صحنه آرایی اندک است و تماشاگران برای فهمیدن نمایشنامه ناچار هستند تخیل خود را به کار گیرند (یک صندلی شاید نمادی از پل، یا کوه یا یک تخت سلطنتی باشد).
-رنگ لباس و چهره از قراردادهای مهم اجرای نمایش است و در بیشتر موارد نشانگر شخصیت، حرفه و طبقه اجتماعی است.
- حرکات و اشاره‌ها آنچه را که قرار است اتفاق بیفتد نشان می‌دهد.
- موسیقی از بخش‌های مهم اجرای درام چین است.
- نمایش‌های چین معمولاً دارای داستانی با پایان خوش و همراه با موسیقی هستند.

## نمایش در قرن ۱۶ و ۱۷

### اسپانیا
نویسندگان اسپانیایی پس از رنسانس بیشتر از نویسندگان ایتالیایی تأثیر گرفتند. در ابتدا به داستان‌های سلحشوران، جنگاوران و قطعات ادبیات رمانتیک می‌پرداختند. «میگوئل سروانتس» نویسنده رمانس مشهور «دون کیشوت» از جمله نویسندگان اسپانیا است که با نگاهی طنزآمیز اثری زیبا آفریده‌است. «لوپه دوگا» از نویسندگان نمایشی اسپانیا است که او را پرکارترین نویسنده جهان می‌دانند، زیرا حدود ۴۸۰ نمایشنامه از او باقی مانده‌است.
«کالدرون» ازجمله نمایشنامه نویسان عصر طلایی اسپانیایی است که نمایشنامه «قاضی سالامئا» متعلق به او است.

### فرانسه
آغاز دوره نئو کلاسیک
فرانسه در قرن ۱۷ متلاطم‌ترین دوره نمایشی و سیاسی را داشت. از ناآرامی تا ثبات کامل. این دوره را به دلیل احیای قوانین هنری یونان و روم، دوره «نئو کلاسیک» می‌نامند. فرانسوی‌ها در این دوره قواعد ارسطویی را استخراج و ترجمه کردند، و به اجرا درآوردند. مهم‌ترین گونه یا ژانر نمایش این دوره «تراژدی‌کمدی» بود. نمایشی ترکیبی از تراژدی و کمدی که در آن نمایش به شکل جدی و مصیبت بار آغاز می‌شود اما شادمانه و با پایان خوش به اتمام می‌رسد، یا دسته کم می‌توان گفت با مرگ و مصیبت به پایان نمی‌رسد. تراژدی کمدی‌های این دوره را بیشتر با عنوان «عشق در برابر شرف» یا «شنل و شمشیر» یا «عشق و وظیفه» نام می‌برند. چهره‌های برجسته نئو کلاسیک فرانسه عبارتند از:
1. پیر کرنی:او را پایه‌گذار و تثبیت‌کننده مبانی نئو کلاسیک فرانسه می‌دانند. از مهم‌ترین آثار او می‌توان به «السید» و «ردگونه» اشاره کرد.
2. ژان راسین: ویژگی‌های آثار راسین، داشتن طرح‌های ساده و شخصیت پردازی پیچیده‌است که در آثاری چون «فدر» دیده می‌شود.
3. مولیر:مولیر را می‌توان بزرگ‌ترین کمدی‌نویس این دوره فرانسه دانست. مولیر با ایجاد گروه‌های نمایشی دوره‌گرد و به خصوص با تأکید بر کمدیا دل آرته ایتالیا توانست، تحول بزرگی در کمدی فرانسه به وجود آورد. امروزه آثار او را با عناوینی چون کمدی رئالیستی و کمدی اجتماعی می‌شناسند. برخی از آثار او عبارتند از: «تردستی‌های اسکاپن»، «مریض خیالی»، «طبیب اجباری»، «میزانتروپ»، «تارتوف»، «خسیس»، «دون ژوان»، «زنان فضل‌فروش».

نمایش در سده ۱۸ در فرانسه
نمایش در سده هجدهم در سرتاسر اروپا گسترش یافت. هر شهری صاحب تماشاخانه‌ای شد. نمایشنامه نویسان این دوره به طرح مسائلی از طبقات متوسط پرداختند. با آوردن شخصیت‌های عادی در آثار خود به خلق نوع جدیدی از درام پرداختند که اصطلاحاً آن را «نمایش بورژوایی» می‌خوانند و از طرفی جایگاه استقلال میان آمریکا، انگلیس و انقلاب کبیر فرانسه و مشاجرات فکری و فلسفی این قرن زمینه را برای نهضت ادبی قرن آینده یعنی «رمانتیسیسم» آماده کرد.
- چهره جنجالی نقد و نمایشنامه‌نویسی فرانسه در قرن هجدهم «دیده رو» است. او نقاد، نمایشنامه نویس، فیلسوف و داستان پردازی است که در آثارش بر خلاف عرف، نظرات جدیدی را مطرح می‌کند. رسالاتی مانند: «دربارهٔ شعر نمایشی» و «قیاس ضد و نقیض در بازیگری» از آثار اوست.
- در زمینه کمدی «بومارشه» موفقیت زیادی کسب کرد. اثر مهم او عبارت است از: «عروسی فیگارو».
- در زمینه تراژدی می‌توان به «ولتر» اشاره کرد که شهرتش بیشتر به دلیل افکار فلسفی و رساله مشهورش به نام «بحث دربارهٔ تراژدی» است.[۳]

### بخشی از مضامین نمایشنامه‌ها در یونان
'۱- آیسخولوس':

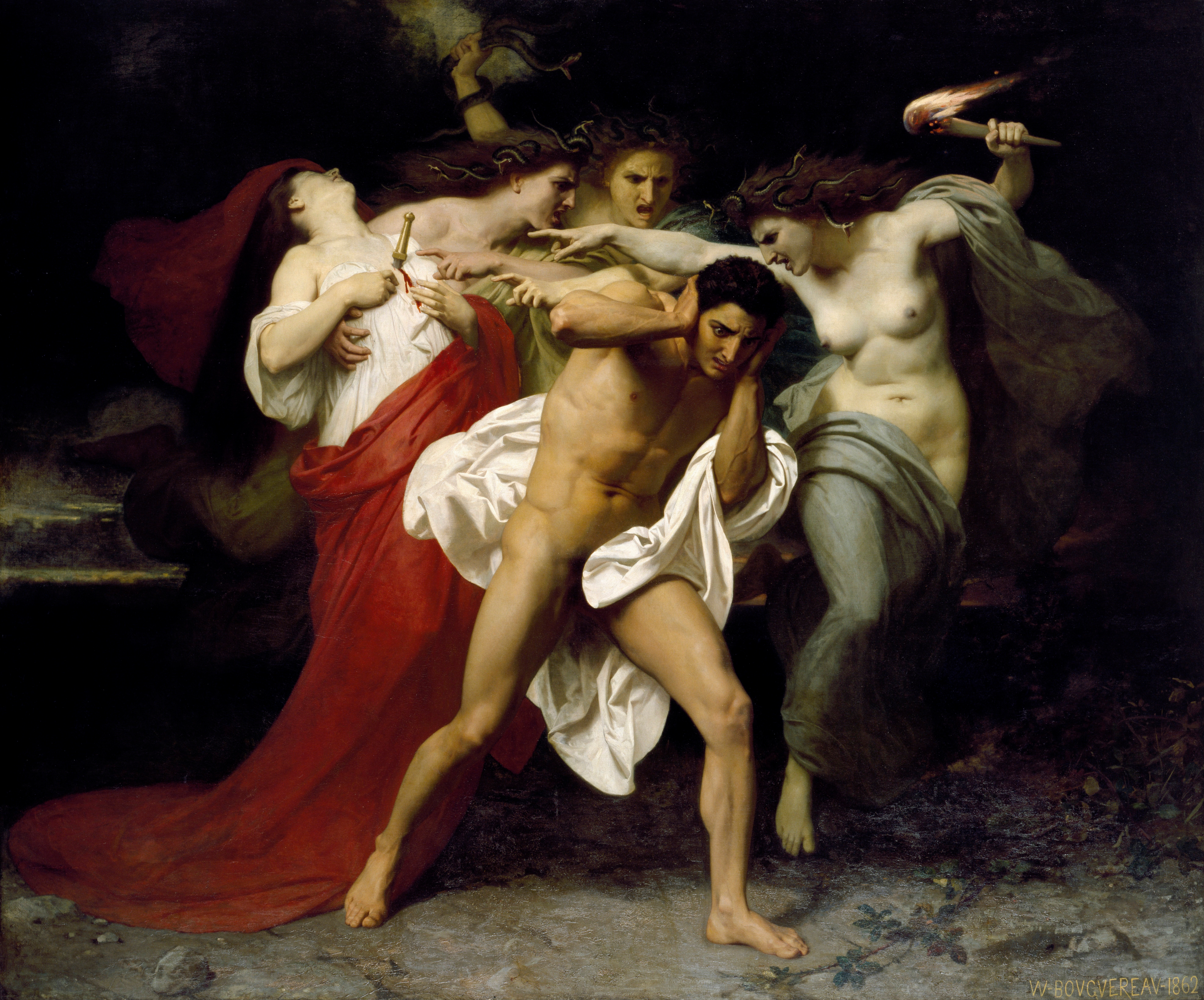
ارنیس در تعقیب اورستیا - اثر: ویلیام آدولف بوگرو

- ملتمسان: دربارهٔ فرار زنی از شوهرش است.
- مصریان: دربارهٔ زنانی است که شوهرشان را می‌کشند.
- پارسیان: دربارهٔ نبرد یونانیان و ایرانیان است.
- هفت سرکرده ضد تبس: مجموع سه تراژدی است:[۵]
  - لائیوس: دربارهٔ مردی است که به مرد دیگری که مهمانش است تجاوز می‌کند.
  - اودیپوس: دربارهٔ پدرکشی و زنای با محارم است. در سال ۱۳۹۱ به کارگردانی محمد عالی پور برای اولین بار به اجرا درآمد.
  - هفت سرکرده: حول محور برادرکشی می‌گردد.
- «پرومتئوس در بند» و «پرومتئوس از بند رسته»: دربارهٔ شکنجه شدن یک خدا است؛ که نحوه استفاده از آتش را به انسان‌ها آموخت.[۶]
- اورستئیا مجموعهٔ سه متن است:[۷]
  - آگاممنون: دربارهٔ آدمخواری، شوهرکشی، و هووکشی است.
  - خوئه فوروئه: دربارهٔ مادرکشی است.
  - ائومنیدس: دربارهٔ محاکمهٔ یک مادرکُش است.

'۲- سوفوکل':

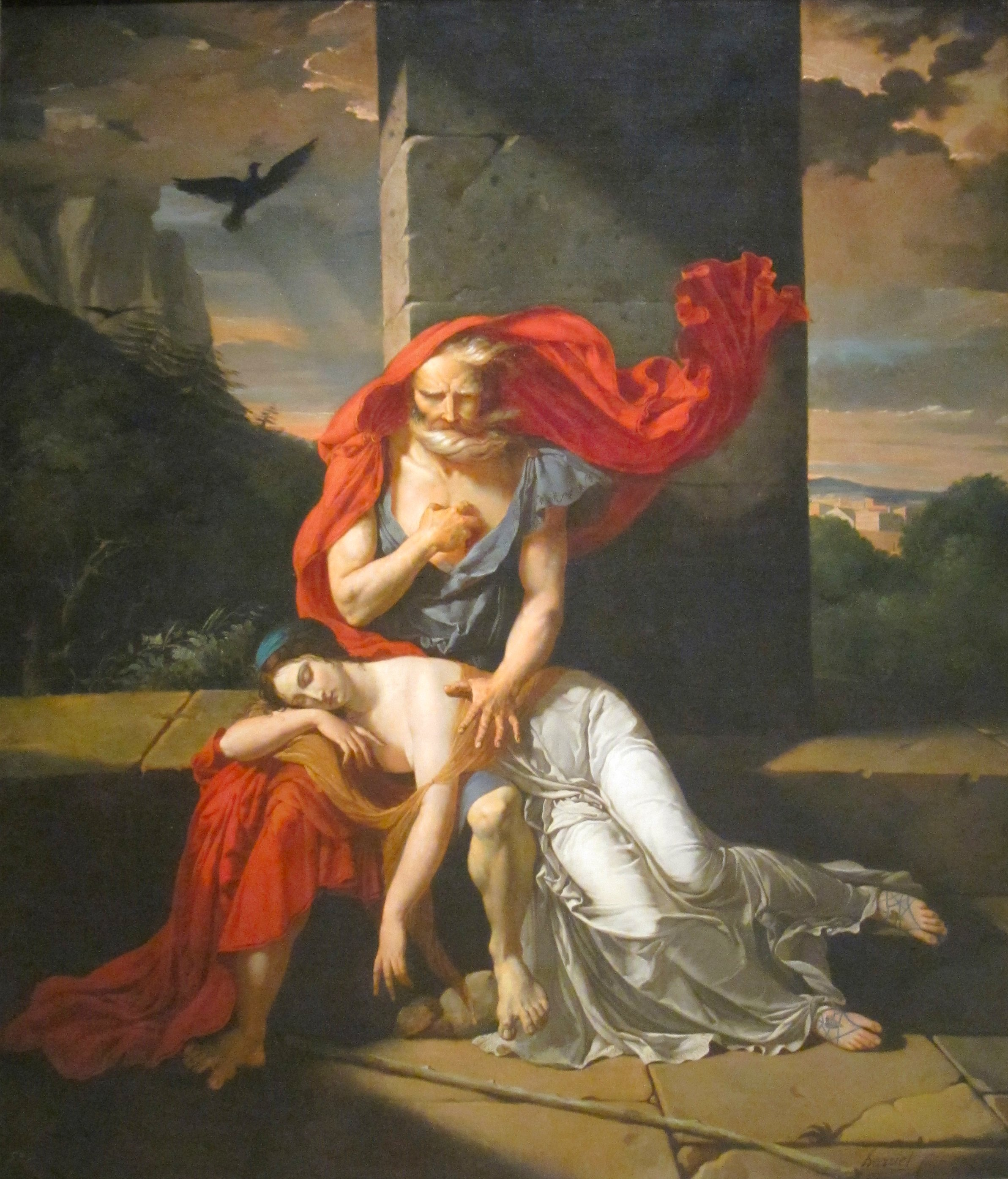
ادیپ در کولونوس، ژان هریت (۱۷۹۸-۱۷۹۹)

- آژاکس: دربارهٔ دیوانگی و خودکشی این پهلوان است.
- آنتیگونه: دربارهٔ دختری که به مخالفت با قوانین کشور برمی‌خیزد.[۹]
- اودیپ شهریار (جبار): دربارهٔ تقدیر و زنای با محارم و پدرکشی است.[۱۰]
- الکترا: دربارهٔ قتل به‌خاطر زنای با محارم است.
- تراخینیائه: دربارهٔ کشتن شوهر به خاطر آوردن هوو است.
- تجاوز به هلن: مضمونی دارد که از نامش هویداست.
- هیپونوموس: دربارهٔ کسی است که دخترش را می‌کشد.

۳-ائوریپیدس:
- مده آ: دربارهٔ زنی است که برادرش را به خاطر معشوقش می‌کشد، و بعد او را با هوویش، پدرِ هوویش، بچه‌های خودش و هوویش به قتل می‌رساند و در نهایت خودکشی می‌کند.
- هیپولوتوس: دربارهٔ عشق زنی به پسرخوانده‌اش است و اینکه چگونه او را به تجاوز به خویش متهم می‌کند.
- هکوبا: دربارهٔ قربانی کردن انسانی برای روح آخیلس، کشتن بچه‌ها، خیانت و کور کردن هکوبا است.
- آندروماخه: دربارهٔ زنی است که هوو و فرزند هوویش را می‌کشد و بعد خودکشی می‌کند.
- دو کودک هراکلس: دربارهٔ مردی است که دخترانش را برای پیروزی در جنگ قربانی می‌کند.
- زنان تروایی: دربارهٔ فتح یک شهر، تجاوز به زنان شهر، و قتل‌عام مردم آن است.
- هراکلس: دربارهٔ دیوانگی و قتل خویشاوندان است.
- ایفیگنیا در تاوریس: دربارهٔ قربانی کردن انسان برای ایزدبانو آرتمیس است.
- ایون: دربارهٔ تجاوز یک خدا به یک دختر، سر راه گذاشته شدن بچهٔ ناشی از این آمیزش، و تلاش ناآگاهانهٔ مادر برای کشتن پسرش است.
- الکترا: دربارهٔ دختری است که با همدستی برادرش به خونخواهی پدرش، مادرش را می‌کشد.[۱۲]
- زنان فنیقی: دربارهٔ قربانی کردن انسان برای حفاظت از یک شهر است.

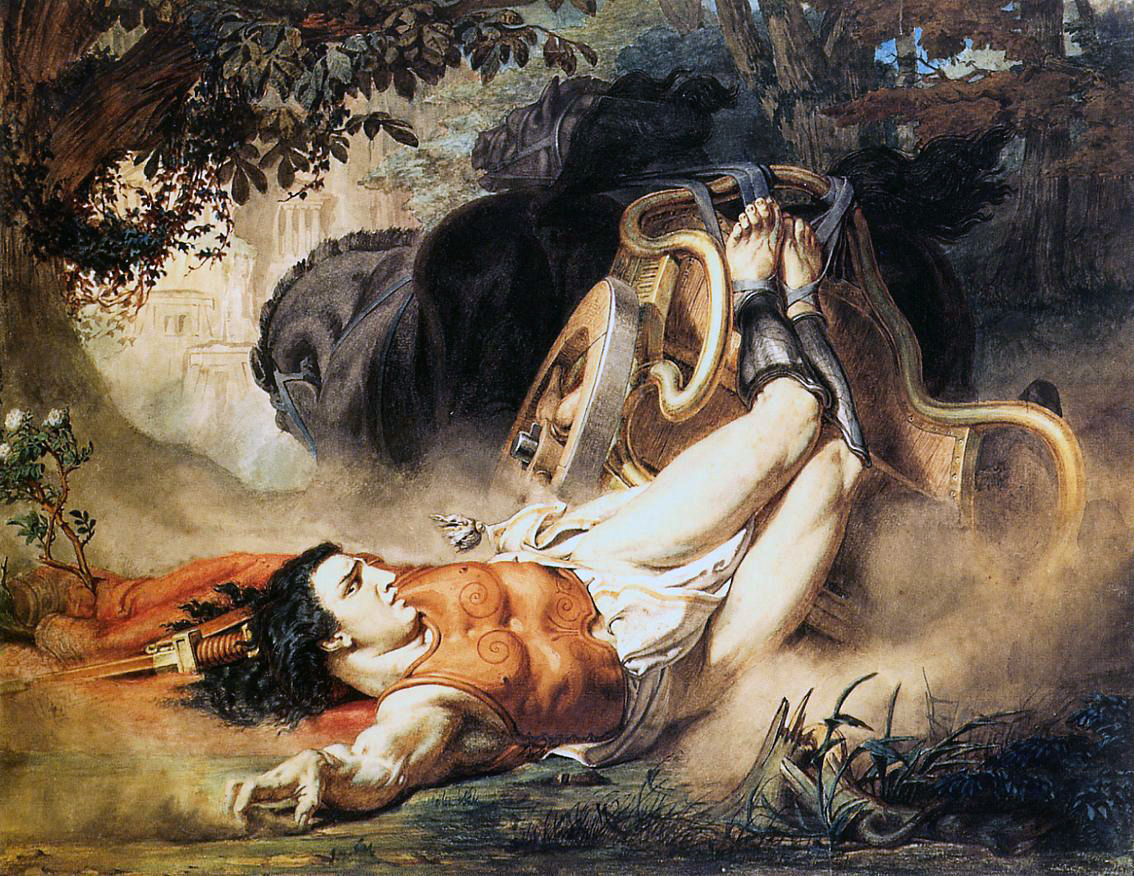
مرگ ایپولیت - اثر لورنس آلما ۱۸۶۰

- اورستس: دربارهٔ دیوانگی، و اعدام کسی است که مادر خود را کشته.
- ایفیگنیا در آولیده: دربارهٔ قربانی شدن دختری به دست پدرش است.
- هوپسیپوله: دربارهٔ دختری است که به خاطر نکشتن شوهرش و نجات دادن پدرش توسط زنانی که تمام خویشاوندان مردشان را می‌کشند، تبعید می‌شود. آن‌گاه توسط دزدان دریایی ربوده شده و برده می‌شود.
- آنتیوپه: دربارهٔ دختری است که باردار می‌شود و از ترس پدرش فرار می‌کند. اما پس از مرگ وی توسط برادرش دستگیر می‌شود. در نتیجه بچه‌اش سر راه گذاشته شده و خودش برده می‌شود.
- آئیکئوس: دربارهٔ زنای با محارم است.
- آلکمئون در پسوفیس: دربارهٔ کسی است که مادرش را می‌کشد.
- اینو: دربارهٔ زنی است که هنگام تلاش برای کشتن فرزندان هوویش، کودکان خود را می‌کشد.
  - ملانیپهٔ خردمند: دربارهٔ مردی است که زنش توسط خدایی باردار می‌شود و سعی می‌کند نوزادان ناشی از این آمیزش را بسوزاند.
  - ملانیپهٔ دربند: دربارهٔ رقابت فرزندانی ناتنی است که توسط مادرانشان برای کشتن همدیگر ترغیب می‌شوند و در نهایت هنگام اقدام به قتل می‌میرند، و دختری که توسط پدرش کور می‌شود.
- پلیادس: دربارهٔ دخترانی است که با نیرنگ جادوگری پدرشان را می‌کشند.
- فوئینیکیس: دربارهٔ پسری است که به تحریک مادرش به کنیزِ مورد علاقهٔ پدرش تجاوز می‌کند و به همین دلیل به دست پدر کور و تبعید می‌شود.

### بخشی از مضامین نمایشی در ادب ایران
- مصیبت نامه رستم و سهراب :که موضوعش جنگ پدر و پسر و در نهایت کشته شدن پسر به دست پدر است. این نمایش به کارگردانی ملک محمد عالی پور در سال ۱۳۷۵ برگزیده خانه تئاتر گردید.
- مصیبت نامه رستم و اسفندیار: که موضوعش جنگ دو پهلوان بزرگ و مرگ یکی از آن دو برای چیزی است که هر دو از آن می‌توانند اجتناب کنند و هر یک به دلایلی نمی‌کنند.
- مصیبت نامه مرگ اردشیر شاه :که موضوعش تجاوز برادر به خواهر و کینه و کشتار خانوادگی در پیامد آن است.
- مصیبت نامه بردیا: که موضوعش همزیستی انگلی ربا خوار و ربا گیرنده است که به مرگ و جنایت منجر می‌شود.
- مصیبت نامه مرگ ایرن: که موضوعش کینه و نفرت درون یک خانواده اشرافی و جنگ و کشتار در پیامد آن است.
- داراب نامه: که موضوعش قدرت طلبی ملکه مادر با کوشش به نابودی فرزند و رخدادهای در پیامد است.

## نگارخانه

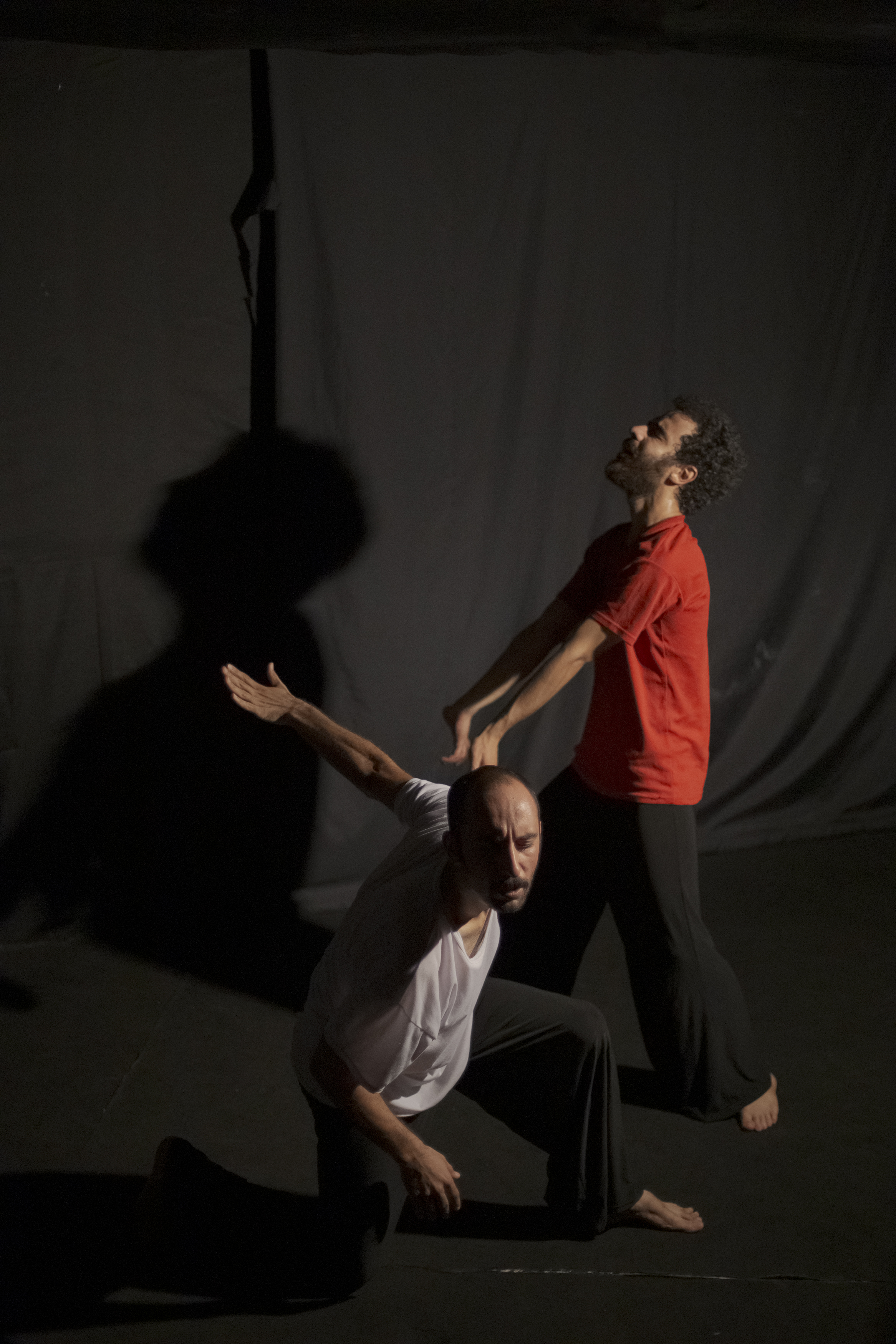
دو بازیگر تئاتر تجربی در حال تمرین اثری با نام سرخ سیل در سال ۱۳۹۳
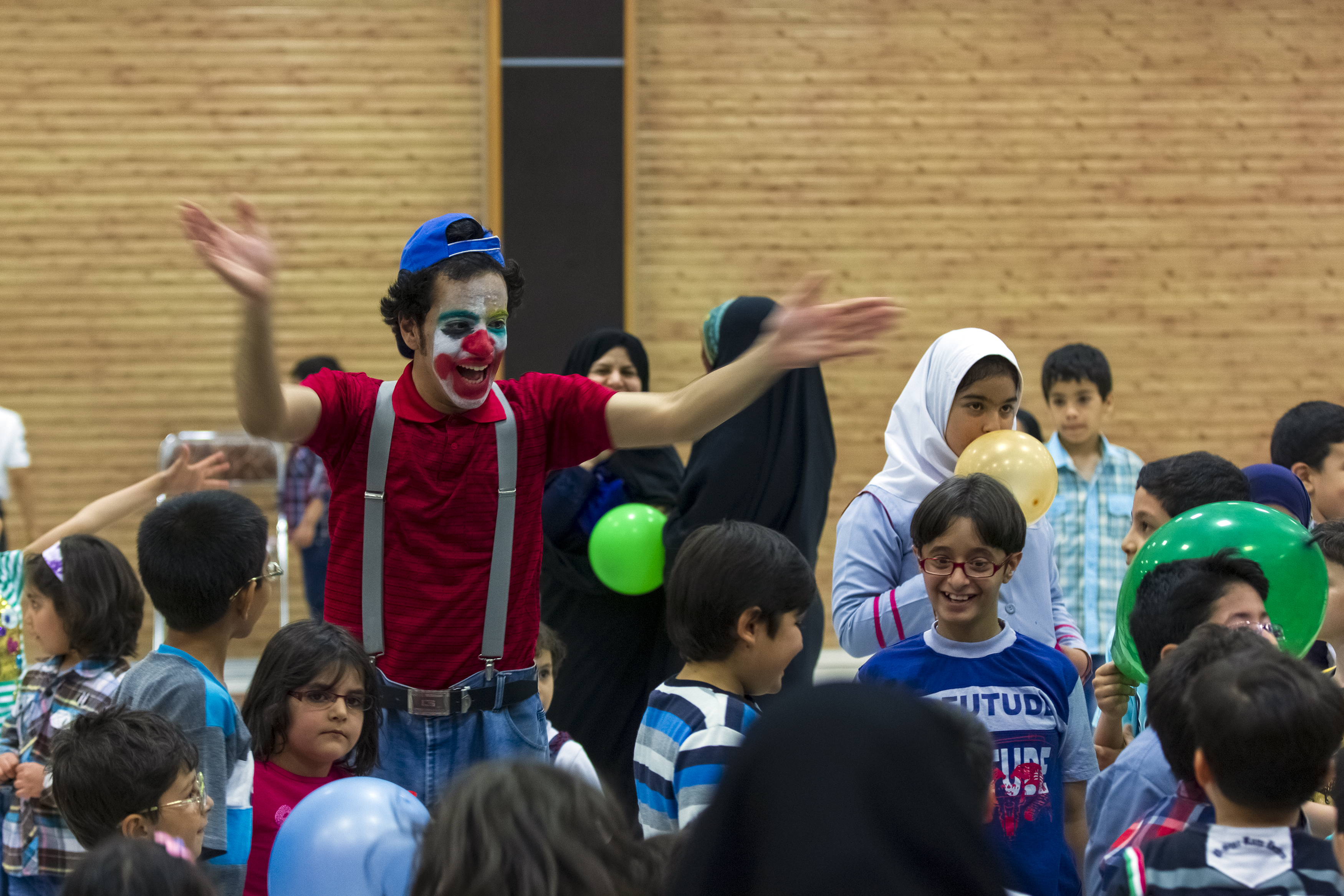
یک بازیگر در حال اجرای تئاتر بداهه برای کودکان
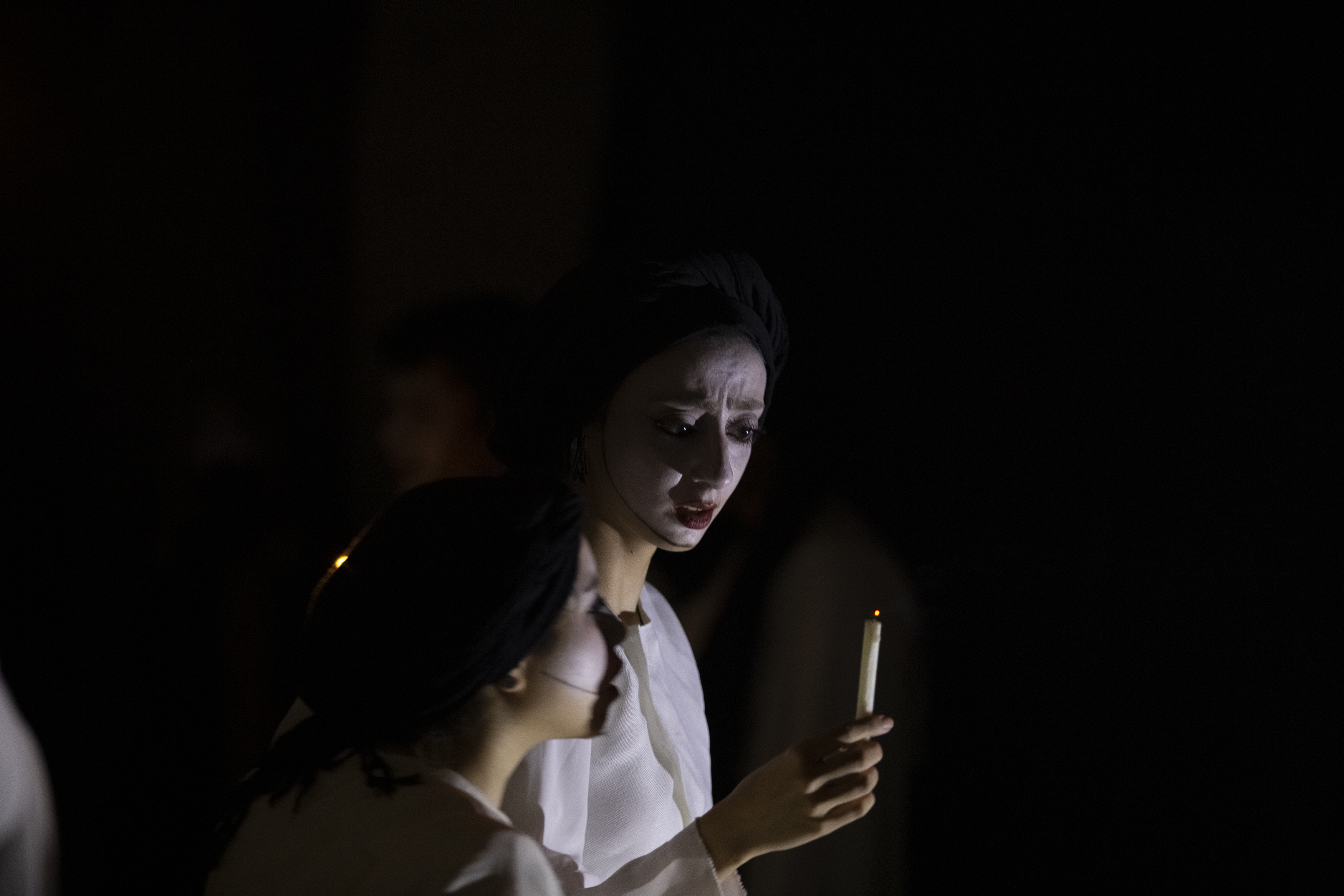
دو بازیگر دختر در اجرای پرفورمانس «به دادمان برسید» در تماشاخانه دا شهر تهران
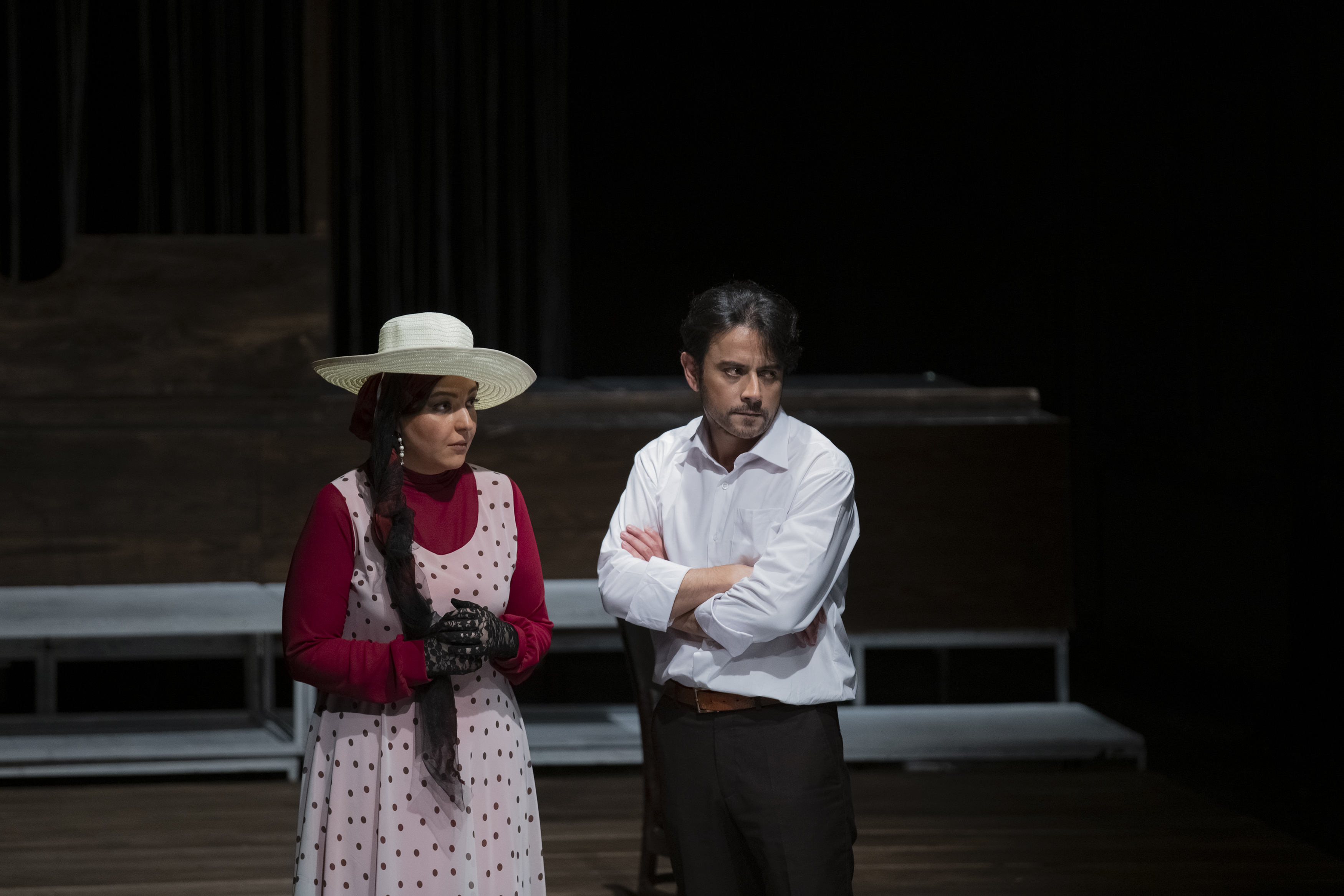
رحیم نوروزی در تئاتر بیگانه اثر آلبر کامو با بازنویسی و کارگردانی مسعود دلخواه در سال ۱۳۹۵ و در تماشاخانه تئاتر شهر به روی صحنه رفت
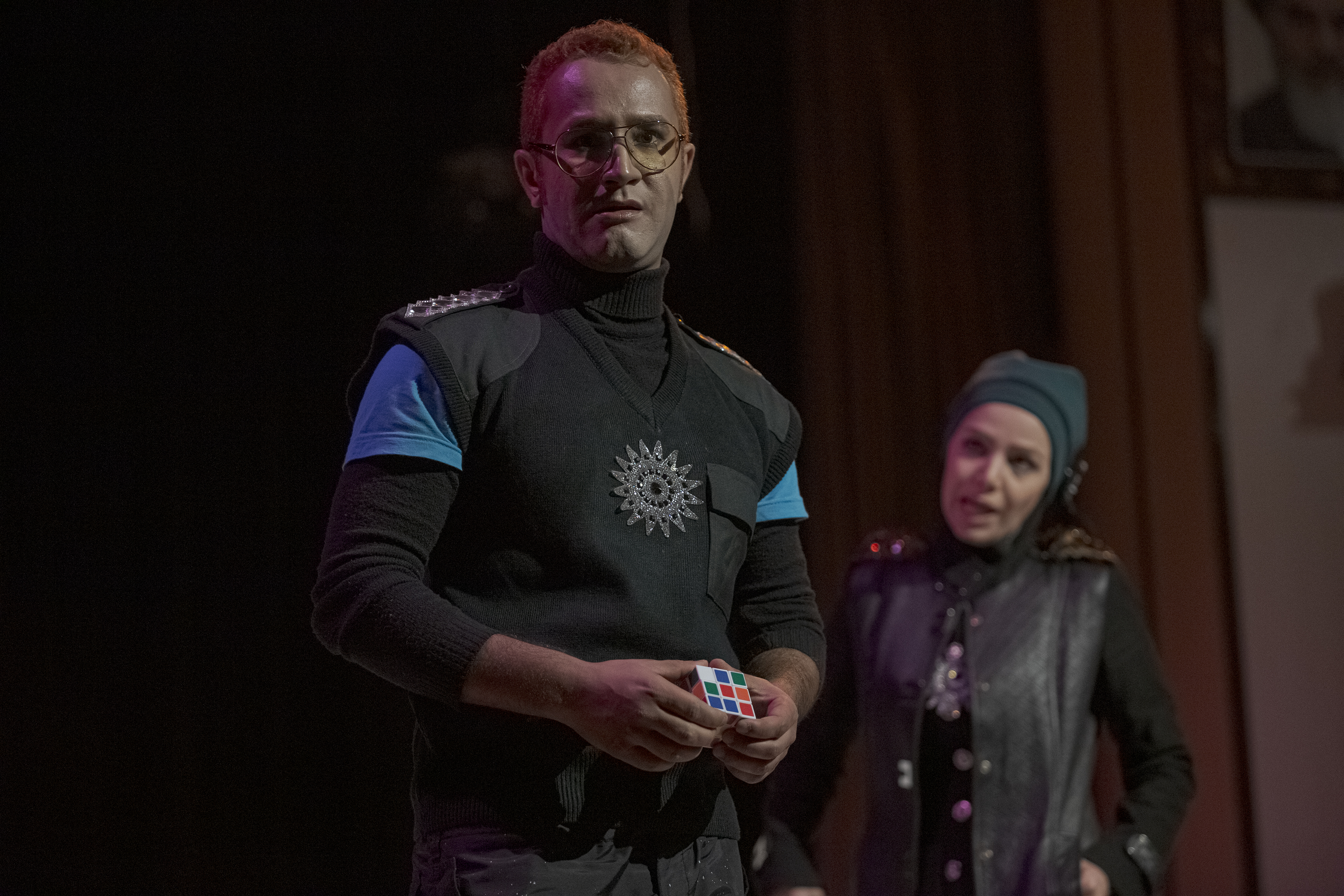
تئاتر منظومه
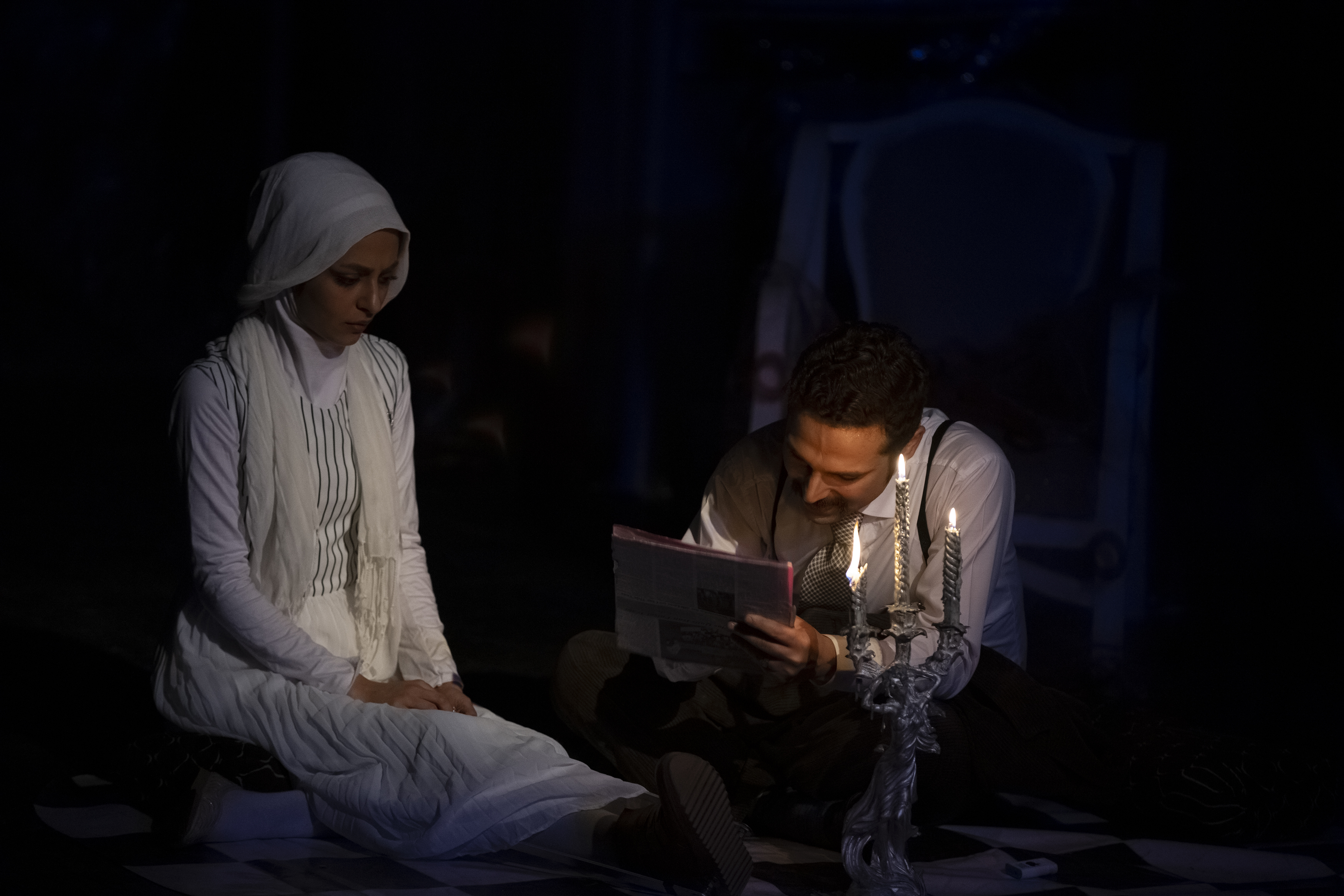
تئاتر باغ وحش شیشه ای اثری از تنسی ویلیامز
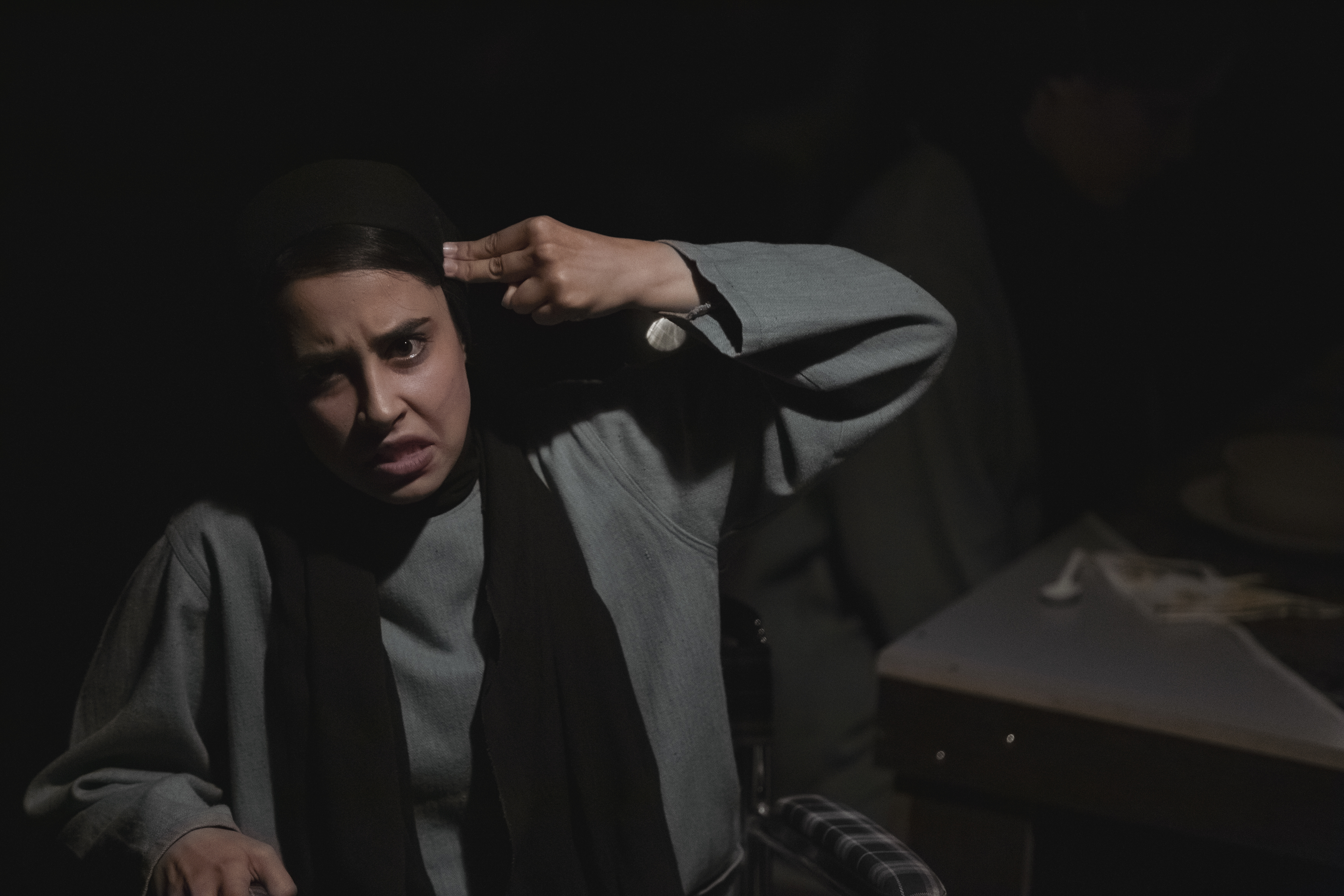
تئاتر آشویتس زنان
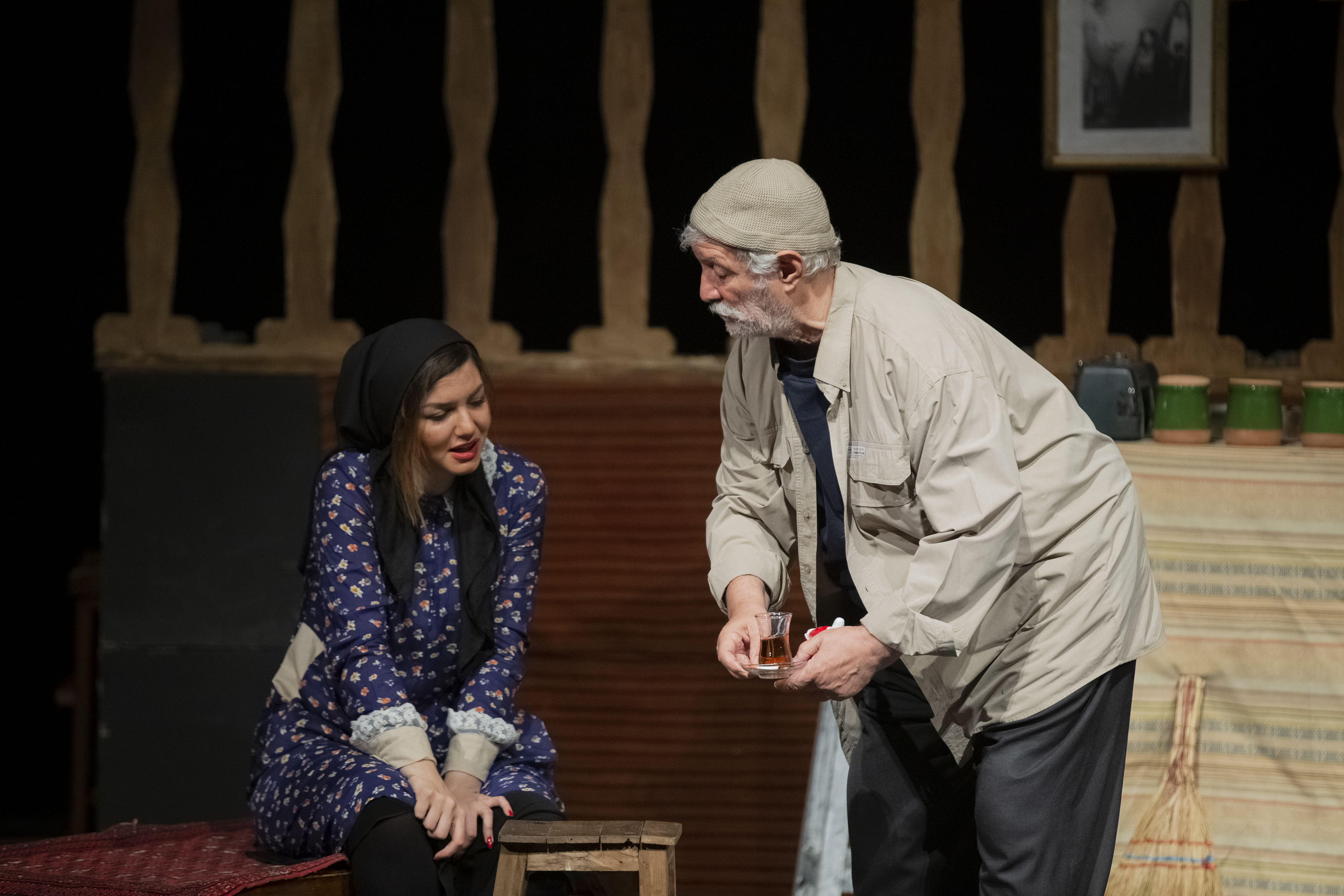
تئاتر گلدونه خانوم که با بازی آتش تقی پور در تالار محراب شهر تهران به روی صحنه رفت
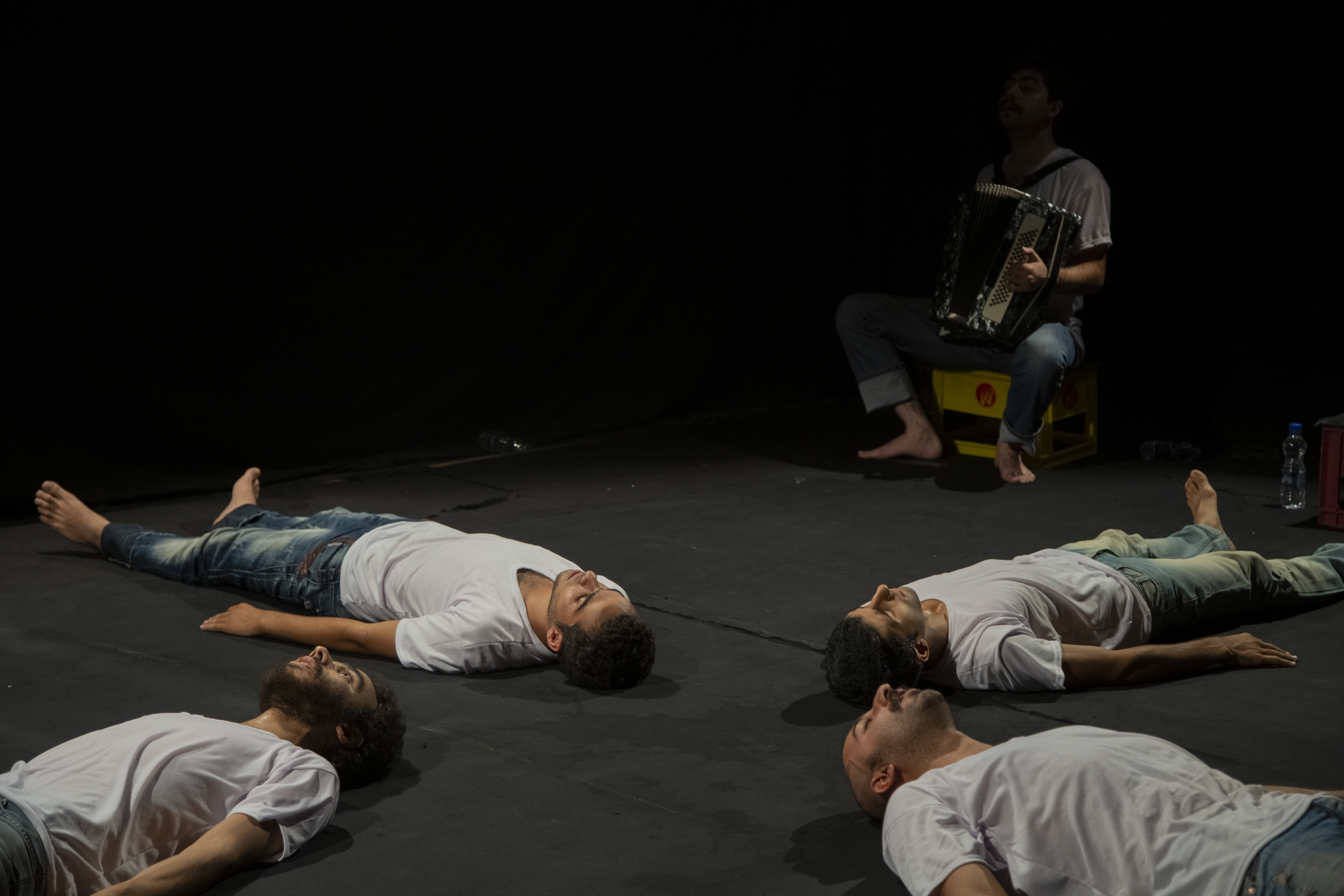
تئاتر آزمایشگاهی تجربی  «آنک ماه» در سبک فیزیکال پرفورمانس
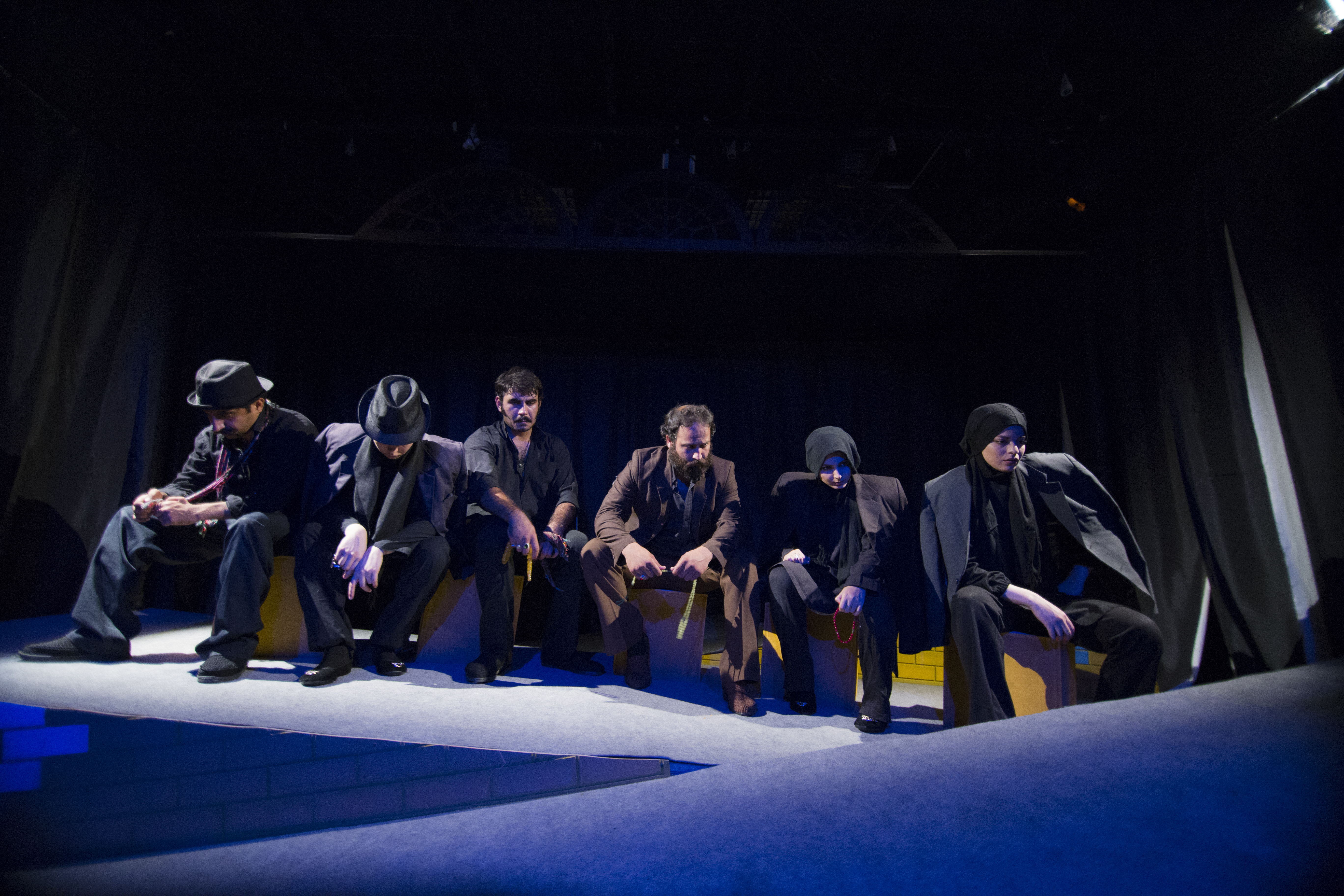
نمایش درام با نام «بگو حرام»
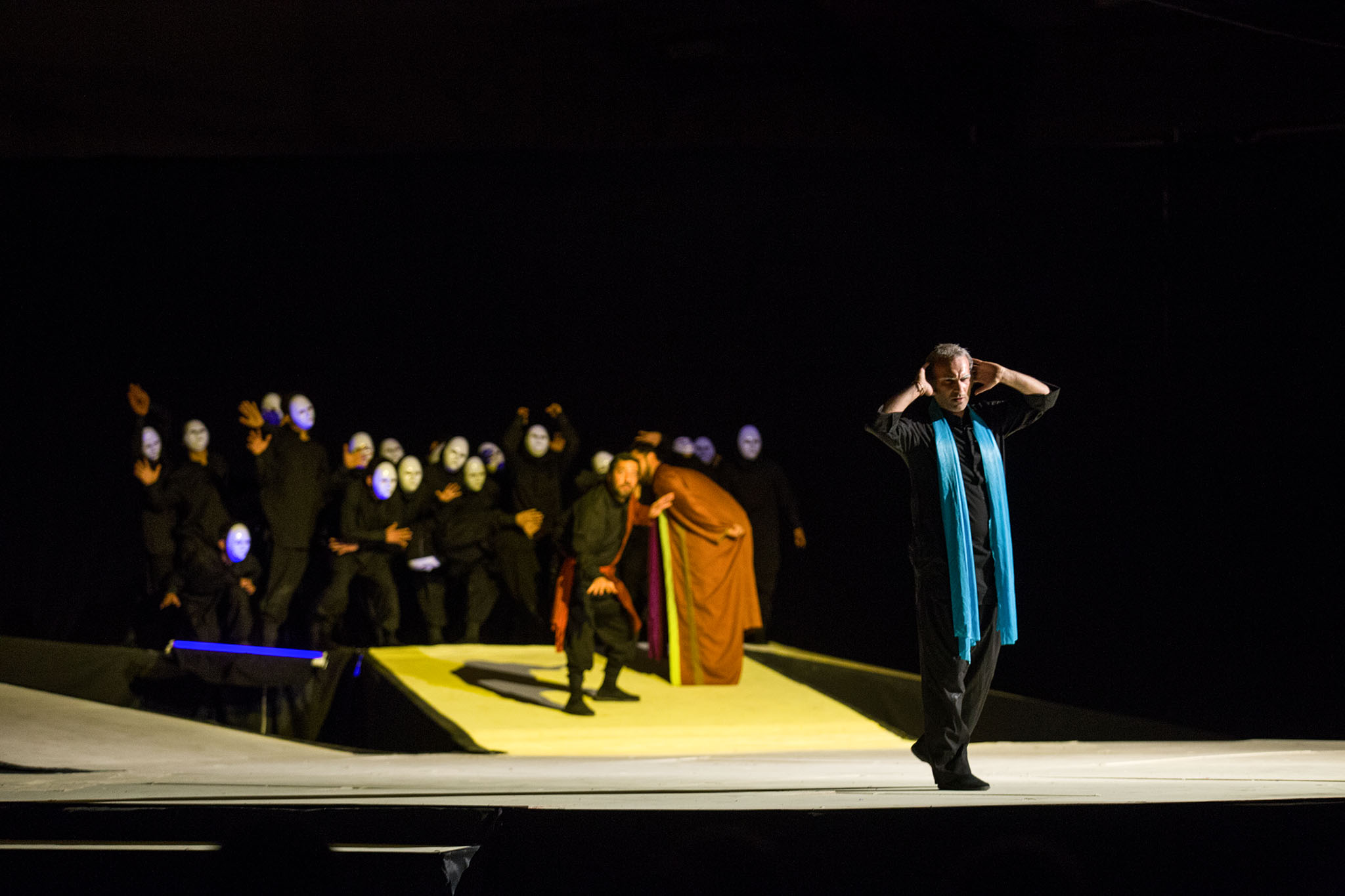
نمایش حنانه
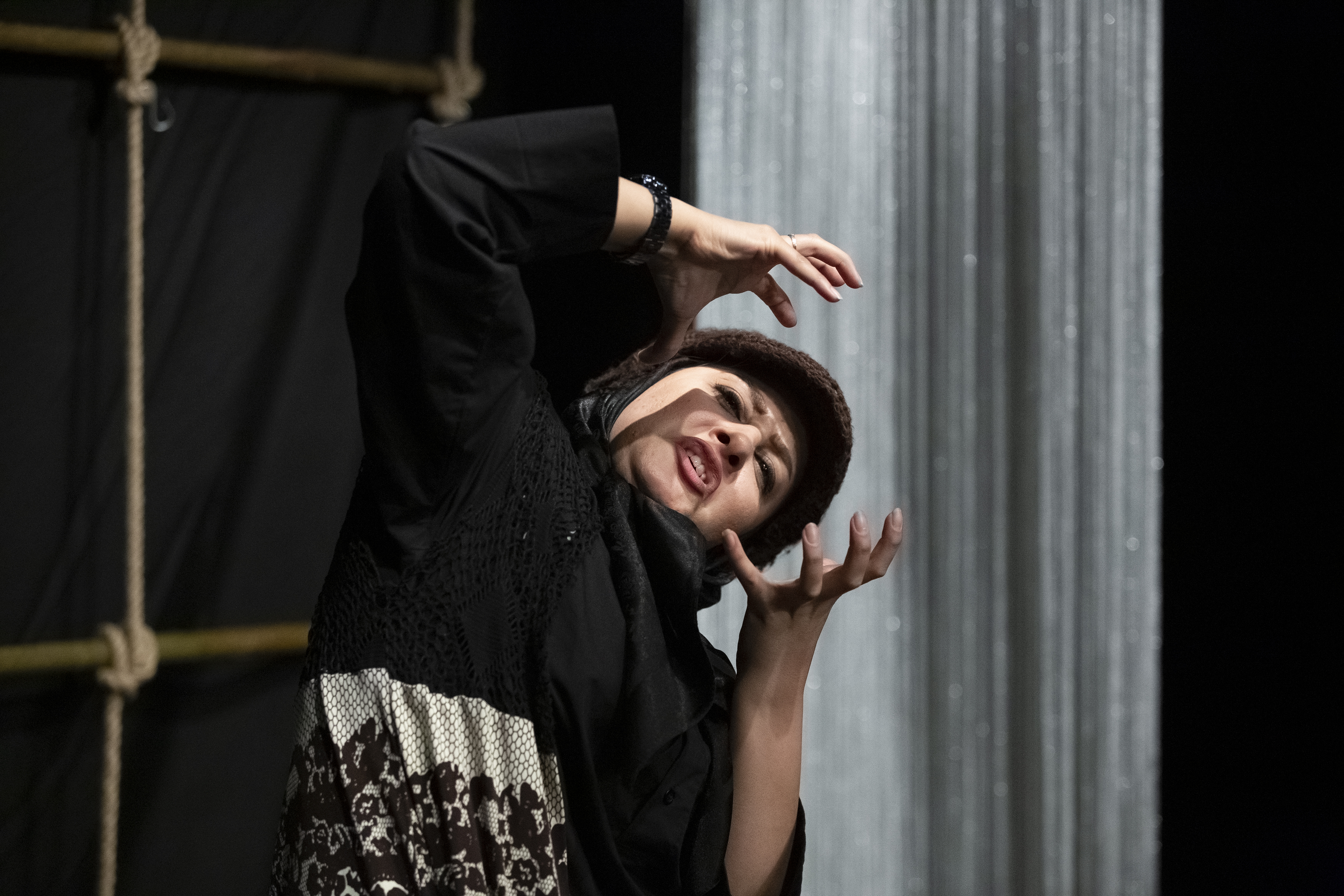
نمایش مسافران اثری از جواد طاهری